# Lista odcinków serialu W labiryncie
Artykuł zawiera listę wszystkich odcinków (120) serialu W labiryncie emitowanego w latach 1988–1991.
| Nr | Data pierwszej emisji | Tytuł                    | Reżyseria       | Scenariusz                         |
| SERIA PIERWSZA | SERIA PIERWSZA        | SERIA PIERWSZA           | SERIA PIERWSZA  | SERIA PIERWSZA                     |
| --- | --------------------- | ------------------------ | --------------- | ---------------------------------- |
| 1. | 25.12.1988            | Przerwane badania        | Paweł Karpiński | Paweł Karpiński, Wojciech Niżyński |
| W pierwszym odcinku serialu poznajemy pracowników Instytutu Farmakologii, gdzie toczy się akcja telenoweli, ich problemy zawodowe i prywatne. Młoda absolwentka medycyny, Ewa Glinicka, po śmierci narzeczonego rozpoczyna pracę w Instytucie. Dyrektor wstrzymuje interesujące badania nad adoloranem, aby w ten sposób odegrać się na swoim przeciwniku naukowym i politycznym, docencie Duraju. |                       |                          |                 |                                    |
| 2. | 13.01.1989            | Spotkanie po latach      | Paweł Karpiński | Paweł Karpiński, Wojciech Niżyński |
| Krystyna Duraj i Joanna Racewicz zwierzają się sobie z rodzinnych kłopotów. Krystyna nie może już znieść zazdrości męża. Joanna przekonuje ją, że trzeba przetrwać trudny okres. Powołuje się na własne doświadczenia - jej mąż był przed laty zakochany w swojej studentce, a jednak są razem do dziś. Adam Racewicz po powrocie z delegacji zastaje w Instytucie nową pracownicę. To właśnie Ewa była ową studentką. |                       |                          |                 |                                    |
| 3. | 20.01.1989            | Gdzie jest Lancet        | Paweł Karpiński | Paweł Karpiński, Wojciech Niżyński |
| Ewa odwiedza Janka Duraja, odnosi mu do domu materiały potrzebne do jego pracy naukowej. Krystyna Durajowa, z zawodu stewardesa, przez przypadek nie poleciała w zaplanowany rejs. Nieoczekiwanie wraca do domu i obecność Ewy interpretuje jednoznacznie, jako schadzkę. |                       |                          |                 |                                    |
| 4. | 27.01.1989            | Powrót                   | Paweł Karpiński | Paweł Karpiński, Wojciech Niżyński |
| Adam Racewicz uświadamia sobie, że mimo upływu lat Ewa wciąż nie jest mu obojętna. Ona jednak uważa ich dawny związek za skończony. Duraj postanawia kontynuować przerwane przez dyrekcję badania. Pomaga mu w tym laborantka Mariola. Szef przyłapuje ich na "zakazanej" pracy nad adoloranem. Wybucha awantura. W pracowni zjawia się Paweł Hanisz, który był przez dłuższy czas na stypendium za granicą. To właśnie na jego miejsce została przyjęta Ewa. |                       |                          |                 |                                    |
| 5. | 03.02.1989            | Siódmy tydzień           | Paweł Karpiński | Paweł Karpiński, Wojciech Niżyński |
| Ewa spotyka się ze swą przyjaciółką Agatą w szpitalu. Podejrzewa, że jest w ciąży, chciałaby zrobić badania. W tym samym szpitalu leży ojciec Pawła Hanisza, ciężko chory na serce. Odwiedza go syn, potem razem z napotkaną koleżanką wracają do domu. Widzi to profesorowa Suchecka, matka zmarłego narzeczonego Ewy, i ma pretensje do dziewczyny, że zapomniała już o jej synu. Pani Maria opowiada o zadawnionych przyczynach niechęci, jaką czują do siebie Stopczyk i Duraj. Gutman dowiaduje się od leżącego w szpitalu Janisza o spodziewanej wizycie w Polsce ich wspólnego kolegi z czasów powstania warszawskiego, który mieszka obecnie w Kanadzie. Lekarz informuje Pawła o ciężkim stanie zdrowia jego ojca. Ewa dowiaduje się, że jej podejrzenia były słuszne - jest w siódmym tygodniu ciąży. |                       |                          |                 |                                    |
| 6. | 10.02.1989            | Ciąża                    | Paweł Karpiński | Paweł Karpiński, Wojciech Niżyński |
| Ewa idzie na grób narzeczonego. Chce symbolicznie podzielić się ze zmarłym wiadomością, że urodzi jego dziecko. Dyrektor Stopczyk bezskutecznie próbuje wymusić na Marioli napisanie oświadczenia, w którym oskarżyłaby doktora Duraja o zmuszanie jej do pracy nad jego prywatnymi projektami. Stan zdrowia pana Hanisza pogarsza się, Paweł stara się sprowadzić ze Szwajcarii lek dla ojca. Przy okazji wywiadu telewizyjnego Joanna poznaje znanego pisarza, który wyraźnie zaczyna ją adorować. Życzliwa koleżanka donosi, że widziała jej męża w kawiarni w towarzystwie młodej dziewczyny. Po usilnych namowach Ewa rzeczywiście spotyka się z Adamem. Informuje go, że jest w ciąży i zamierza urodzić dziecko zmarłego narzeczonego. Nagle w kawiarni zjawia się Joanna. |                       |                          |                 |                                    |
| 7. | 17.02.1989            | Kłopoty z zapalaniem     | Paweł Karpiński | Paweł Karpiński, Wojciech Niżyński |
| Paweł Hanisz postanwia zostać w Polsce na stałe, aby opiekować się chorym ojcem. Ponownie zgłasza się do Instytutu, skąd wyjechał na stypendium. Dowiaduje się, że na jego miejsce przyjęto już innego pracownika. Tak poznaje Ewę Glinicką. Janek Duraj ma stałe kłopoty z uruchomieniem swojego malucha. |                       |                          |                 |                                    |
| 8. | 24.02.1989            | Sama w pustym domu       | Paweł Karpiński | Paweł Karpiński, Wojciech Niżyński |
| Podczas nieobecności dyrektora Stopczyka Janek Duraj chce kontynuować badania nad adoloranem, Mariola jednak boi się ryzykować. Stan zdrowia Franciszka Hanisza poprawia się. Paweł ma więcej czasu dla przyjaciół, toteż wytrwale podejmuje próby zbliżenia się do Ewy. Joanna Racewiczowa umawia się na randkę z pisarzem Burkatem. Robi to w odruchu odwetu za randki Adama z Ewą. Ewa, która mieszka z rodzicami swego nieżyjącego narzeczonego w obszernej willi, nie może znieść zachowania jego matki, czuwającej nad każdym jej krokiem. Podczas nieobecności niedoszłych teściów Ewie robi się słabo, spada ze schodów. |                       |                          |                 |                                    |
| 9. | 03.03.1989            | Słomiany wdowiec         | Paweł Karpiński | Paweł Karpiński, Wojciech Niżyński |
| Janek Duraj dowiaduje się, że przebywającą na wczasach Krystynę odwiedził kolega z pracy, przystojny kapitan Werner, który również wypoczywał w tej okolicy. Podejrzewa zdradę i w ramach "rewanżu" umawia się na randkę z Mariolą. Ewa Glinicka, silnie potłuczona po upadku ze schodów, leży w szpitalu. Odwiedza ją Adam Racewicz. Podczas serdecznej, szczerej rozmowy dowiaduje się, że Ewa przed pięcioma laty poroniła jego dziecko. |                       |                          |                 |                                    |
| 10. | 10.03.1989            | Kwiatek dla Ewy          | Paweł Karpiński | Paweł Karpiński, Wojciech Niżyński |
| Ewa wraca ze szpitala, coraz częściej odwiedza ją Paweł. Ku zaniepokojeniu profesorowej Sucheckiej nawiązuje się między nimi nić sympatii. Racewiczowa umawia się na randkę z Burkatem, ale nie posuwa się do zdrady męża. W instytucie zespół docenta Racewicza kontynuuje badania nad nowym lekiem, adoloranem. Pod nieobecność Krystyny do Janka Duraja wpada przemoczona Mariola. W chwili, gdy dziewczyna się przebiera, do mieszkania wchodzi teściowa Janka. Jej mina zwiastuje najgorsze. |                       |                          |                 |                                    |
| 11. | 17.03.1989            | Odjazd sto pięćdziesiąt  | Paweł Karpiński | Paweł Karpiński, Wojciech Niżyński |
| Matka opowiada Kryśce o tym, co zobaczyła w domu. Krysia jest przekonana, że mąż ją zdradza, on to samo myśli o niej. W domu panuje napięta atmosfera, co źle wpływa na stan zdrowia Oli. U Racewiczów nastroje też nie lepsze. Adam sam nie wie, jak się zachować wobec Ewy Glinickiej, Joanna nie może się zdecydować, czy kontynuować znajomość z Burkatem. Co gorsza, Marta wpada w złe towarzystwo. Zainteresowany nią Bajbus stara się jej zaimponować w najgorszy z możliwych sposobów, wciągając w krąg młodych alkoholików i narkomanów. Marta wraca do domu o północy, ledwo trzymając się na nogach. |                       |                          |                 |                                    |
| 12. | 24.03.1989            | List z Ameryki           | Paweł Karpiński | Paweł Karpiński, Wojciech Niżyński |
| Po kolejnej sprzeczce małżeńskiej Janek Duraj postanawia wyjechać samotnie w góry na urlop. Tymczasem Krystynę podwozi do domu kapitan Werner i wstępuje na drinka. Zaczynają tańczyć przytuleni i wtedy do mieszkania wchodzi Janek. Marta otrzymuje list ze Stanów Zjednoczonych. Jej ojciec, były mąż Joanny, zaprasza córkę do Stanów Zjednoczonych. Joanna i Adam każą Marcie uczyć się, a nie myśleć o wyjeździe. Dochodzi do kolejnej awantury. |                       |                          |                 |                                    |
| 13. | 31.03.1989            | Zabieg                   | Paweł Karpiński | Paweł Karpiński, Wojciech Niżyński |
| Wizyta Wernera u Krystyny przyczynia się do pogłębienia kryzysu w małżeństwie Durajów. Po awanturach ze strony Janka Krystyna zastanawia się nad odejściem i rozwodem. Duraj stara się o pozyskanie dodatkowych funduszy na badania nad adoloranem. Ewa przechodzi małą, niegroźną operację, po której wraca do domu. Często odwiedza ją i opiekuje się nią Adam, co wywołuje zazdrość Pawła Hanisza. |                       |                          |                 |                                    |
| 14. | 07.04.1989            | Pojednanie               | Paweł Karpiński | Paweł Karpiński, Wojciech Niżyński |
| Janek i Krystyna Durajowie dochodzą do wniosku, że jednak się kochają, a poza tym najważniejsze jest dobro dziecka. Godzą się i obiecują skończyć z wzajemnymi podejrzeniami i kłótniami. Janek, wspierany przez Pawła Hanisza, intensyfikuje badania nad adoloranem. Joanna umawia się z Burkatem, ale spotkanie upływa im głównie na użalaniu się obojga na kłopoty z dorastającymi dziećmi. |                       |                          |                 |                                    |
| 15. | 14.04.1989            | Wyznanie                 | Paweł Karpiński | Paweł Karpiński, Wojciech Niżyński |
| Ewa próbuje wyjaśnić Pawłowi, że ona i Adam Racewicz to dawno miniona przeszłość. Jednocześnie mówi mu o swojej ciąży, ale robi to tak niezręcznie, że Paweł jest przekonany, iż ojcem dziecka jest właśnie Adam. Nie umie ukryć rozczarowania - wydaje mu się, że jego nadzieje na poważny związek z Ewą legły w gruzach. Racewiczowa ma coraz większe kłopoty z Martą, która wprost oszalała na punkcie wyjazdu do ojca do Stanów Zjednoczonych. Joanna coraz częściej zagląda do kieliszka, wygląda to już na uzależnienie. Potęgują się też jej kłopoty w pracy, bo nie jest w stanie przygotować zaplanowanych programów. |                       |                          |                 |                                    |
| 16. | 21.04.1989            | Nie jesteś moim ojcem    | Paweł Karpiński | Paweł Karpiński, Wojciech Niżyński |
| Krystyna i Janek Durajowie wreszcie dochodzą do porozumienia. Dyrektor Stopczyk typuje docenta na wyjazd do Stanów Zjednoczonych. Paweł z ulgą przyjmuje wiadomość, że ojcem dziecka, którego oczekuje Ewa, nie jest Adam Racewicz. Awantury rodzinne w domu Racewiczów mają coraz bardziej burzliwy przebieg. Podczas jednej z nich Marta rzuca ojczymowi w twarz, że nie jest jej prawdziwym ojcem. |                       |                          |                 |                                    |
| 17. | 28.04.1989            | Gdzie jest mamusia       | Paweł Karpiński | Paweł Karpiński, Wojciech Niżyński |
| Córka Racewiczów wpadła w złe towarzystwo. Małżonkowie czynią sobie wzajemnie wyrzuty z tego powodu. Joanna zarzuca mężowi, że faworyzuje swojego syna. Krystyna Durajowa ma lecieć do Rio de Janeiro. Jan dowiaduje się, że samolot żony uległ katastrofie. |                       |                          |                 |                                    |
| 18. | 05.05.1989            | Zdrada tajemnicy         | Paweł Karpiński | Paweł Karpiński, Wojciech Niżyński |
| Krystyna wraca do domu z Rzymu. Okazuje się, że życie zawdzięcza szczęśliwemu zbiegowi okoliczności. Racewicz wyjeżdża na stypendium naukowe do Stanów Zjednoczonych. W laboratorium dochodzi do starcia między Durajem a Stopczykiem. Dyrektor zarzuca Durajowi zdradę tajemnicy służbowej. |                       |                          |                 |                                    |
| 19. | 10.05.1989            | Portret pamięciowy       | Paweł Karpiński | Paweł Karpiński, Wojciech Niżyński |
| Zaniepokojona przebiegiem ciąży Ewa wykonuje badanie USG. Przy okazji dowiaduje się, że dziecko, którego oczekuje, to chłopiec. Funkcjonariusze milicji przedstawiają Durajowi portret pamięciowy mężczyzny, który prawdopodobnie jest przestępcą. Ewa postanawia wyprowadzić się z domu państwa Sucheckich. Agata oferuje jej pokój u siebie. |                       |                          |                 |                                    |
| 20. | 17.05.1989            | Pocałunek na powitanie   | Paweł Karpiński | Paweł Karpiński, Wojciech Niżyński |
| Ewa już wie, gdzie będzie mieszkać: u swojej przyjaciółki, Agaty. Na razie odkłada jeszcze przeprowadzkę. Po pobiciu przez chuliganów Janek Duraj ma zwolnienie, dochodzi do siebie w domu. Odwiedza go Paweł Hanisz, przynosząc niespodziankę: otrzymany z zagranicy preparat, który umożliwi kontynuację przerwanych prac nad adoloranem. Adam Racewicz przyłapuje swoje dzieci na oglądaniu filmów pornograficznych. W willi państwa Sucheckich nieoczekiwanie zjawia się przyrodnia siostra Ewy, Renata, właśnie zwolniona z więzienia. |                       |                          |                 |                                    |
| 21. | 24.05.1989            | Siostrzyczka             | Paweł Karpiński | Paweł Karpiński, Wojciech Niżyński |
| Ewa jest przerażona przyjazdem Renaty do domu państwa Sucheckich. Obawia się, że jej gospodarze dowiedzą się o kryminalnej przeszłości siostry. Opowiada więc, że Renata powróciła z zagranicy po długiej nieobecności. Siostra bezczelnie wyłudza od Ewy pieniądze i "rusza w miasto". Bajbus przynosi do mieszkania Racewiczów kasety porno. Racewicz rekwiruje kasety i postanawia je oddać matce Bajbusa, ale wybiera niewłaściwy moment. |                       |                          |                 |                                    |
| 22. | 31.05.1989            | Dzień Dziecka            | Paweł Karpiński | Paweł Karpiński, Wojciech Niżyński |
| Renata zadomowiła się u państwa Sucheckich na dobre. Wykrada Ewie klucze z torebki i dorabia komplet dla siebie. Korepetytorem Marty z matematyki zostaje Janek Duraj. Ma nadzieję, że jego podopieczna będzie robić postępy. Racewicz umawia się z matką Bajbusa w "Victorii". Traf chce, że widzi go żona z dziećmi, która akurat do tej kawiarni przyprowadziła córkę i syna na lody, dla uczczenia dnia dziecka. |                       |                          |                 |                                    |
| 23. | 07.06.1989            | Kto przychodzi nocą      | Paweł Karpiński | Paweł Karpiński, Wojciech Niżyński |
| Adam Racewicz idzie z Ewą do kina. Później odprowadza ją pod sam dom. Widząc go, profesor Suchecki zaprasza gościa na rozmowę. Dyr. Stopczyk zaczyna interesować się badaniami nad adoloranem. Oczekuje szybkich wyników, co więcej, wmawia Jankowi i Pawłowi, że zawsze ich popierał i pomagał. Renata, znana w środowisku pod pseudonimem "Perełka", wraca do domu państwa Sucheckich nocą w towarzystwie sutenera. Wchodzą po ciemku. Zwabiona hałasem Ewa wychodzi z pokoju, zapala światło i mdleje na widok obcego mężczyzny o wyglądzie oprycha. |                       |                          |                 |                                    |
| 24. | 14.06.1989            | Pan mi się podoba        | Paweł Karpiński | Paweł Karpiński, Wojciech Niżyński |
| Renata odwiedza Ewę w szpitalu. Lekarz prowadzący przekazuje przez nią list do profesora Sucheckiego. Mariola deklaruje, że pomoże Durajowi w badaniach nad adoloranem. Jednocześnie prosi go o pomoc w przygotowaniu do egzaminów na studia. Dzięki radom Janka Adam Racewicz zmienia swój stosunek do Marty. Zaczyna z nią poważnie rozmawiać, pomału się zaprzyjaźniają. Adam Racewicz odwiedza państwa Sucheckich, ale ich nie zastaje. Przyjmuje go Renata i zaczyna uwodzić. |                       |                          |                 |                                    |
| 25. | 21.06.1989            | Precz z mojego domu      | Paweł Karpiński | Paweł Karpiński, Wojciech Niżyński |
| Durajowie wydają przyjęcie, które z różnych powodów niezbyt się udaje. Goście mają zbyt wiele kłopotów i problemów, by dobrze się bawić. Profesor Suchecki wraca wcześniej z wczasów. Zastaje w domu tylko Renatę, w mocno niekompletnym stroju. Gdy dziewczyna próbuje go uwieść, nieoczekiwanie pojawia się pani Suchecka. Każe Renacie wynosić się z jej domu czym prędzej. Ewa wyznaje profesorowi prawdę o swojej przyrodniej siostrze. |                       |                          |                 |                                    |
| 26. | 28.06.1989            | Srebrna ikona            | Paweł Karpiński | Paweł Karpiński, Wojciech Niżyński |
| Ewa wychodzi ze szpitala. Wraca do domu państwa Sucheckich. Matka Bajbusa wyraźnie podrywa Racewicza. Joanna decyduje się na wyjazd do Kazimierza, na zaproszenie pisarza Burkarta. Pani Suchecka zauważa, że z domu zginęła srebrna ikona. Ewa domyśla się, że ukradła ją Renata ze swoim sutenerem. Każe siostrze natychmiast zwrócić ikonę. Po tym przykrym incydencie ostatecznie decyduje się na wyprowadzkę z willi państwa Sucheckich i przenosiny do Agaty. |                       |                          |                 |                                    |
| 27. | 05.07.1989            | Rywalki                  | Paweł Karpiński | Paweł Karpiński, Wojciech Niżyński |
| Ewa przeprowadza się do mieszkania Agaty. Renata próbuje odzyskać ikonę skradzioną przez jej kolegę Edzia z mieszkania państwa Sucheckich. Racewiczowa jedzie do Kazimierza. W pokoju Burkata, który nie wierzył, że Joanna przyjmie jego zaproszenie, zastaje półnagą dziewczynę. Wzburzona decyduje się na powrót do Warszawy. W domu zażywa nadmierną ilość środków nasennych. Do instytutu przyjeżdża delegacja naukowców z zagranicy, którzy mogą pomóc w badaniach nad adoloranem. Adam Racewicz zaprasza gości do night clubu. Przypadkiem spotyka tu matkę Bajbusa, zaprasza ją do siebie. W mieszkaniu znajduje nieprzytomną żonę. |                       |                          |                 |                                    |
| 28. | 12.07.1989            | Kto zdał egzamin         | Paweł Karpiński | Paweł Karpiński, Wojciech Niżyński |
| Ewa na dobre zadomowiła się w mieszkaniu Agaty, lecz mimo życzliwości przyjaciółki czuje, że nie jest to dobre rozwiązanie na przyszłość. Agata ma narzeczonego i Ewa wyraźnie im przeszkadza. Życiu Joanny już nie zagraża niebezpieczeństwo. Jednak pociąg do alkoholu, kłopoty w pracy, niezbyt udane pożycie małżeńskie i przykre przejścia z Burkatem wprowadzają ją w stan głębokiego kryzysu psychicznego. Adam Racewicz, Janek Duraj i Paweł Hanisz kończą badania nad adoloranem. Dyrektor Stopczyk jest niezadowolony, że na dokumencie nie figuruje jego nazwisko. Zamierza opóźnić przekazanie dokumentacji komisji leków. |                       |                          |                 |                                    |
| 29. | 19.07.1989            | Wywiad                   | Paweł Karpiński | Paweł Karpiński, Wojciech Niżyński |
| Krystyna z Olą jadą na wakacje. Jan Duraj zostaje sam na gospodarstwie. Kończy pracę zleconą dla firmy "Farmahel". Jej szef, Heller, proponuje Jankowi i Pawłowi etaty. Dyrektor Stopczyk udziela "Trybunie Ludu" wywiadu, w którym podaje się za kierownika badań nad adoloranem. Ewa Glinicka nadal mieszka u Agaty, choć korzystanie z gościny u przyjaciółki staje się coraz bardziej uciążliwe. |                       |                          |                 |                                    |
| 30. | 26.07.1989            | Nagły poród              | Paweł Karpiński | Paweł Karpiński, Wojciech Niżyński |
| Wobec zebranych dowodów dyrektor Stopczyk musi przyznać się, że wstrzymywał przekazanie dokumentacji dotyczącej adoloranu do komisji leków. Ewa czuje się coraz gorzej, Duraj zostaje wezwany do porodu do innego mieszkania w swojej klatce schodowej. Myśli że to Ewa, której wizyty się spodziewał, jednak okazuje się, że to nie chodzi o Ewę, ale o inną kobietę. |                       |                          |                 |                                    |
| 31. | 02.08.1989            | Rocznica                 | Paweł Karpiński | Paweł Karpiński, Wojciech Niżyński |
| Ewa znowu poszukuje mieszkania do wynajęcia, myśląc o tym, co pocznie ze sobą po wyjściu ze szpitala. Janek Duraj i Paweł Hanisz kończą pracę zleconą dla firmy "Farmahel". Jej właściciel, Robert Heller, ponawia propozycję, by przeszli do niego na stałe, oferuje im nawet korzystne etaty. Zbliża się rocznica wybuchu powstania warszawskiego. Franciszek Hanisz i Leon Gutman, uczestnicy powstania, obchodzą ją uroczyście. Do Warszawy przyjeżdża ich dawny kolega "Miron", wspólnie szukają miejsc, w których walczyli przed laty. |                       |                          |                 |                                    |
| 32. | 09.08.1989            | Ucieczka                 | Paweł Karpiński | Paweł Karpiński, Wojciech Niżyński |
| Ewa pozostaje jeszcze w szpitalu. Dolegliwości, które ją tak zaniepokoiły, nie miały nic wspólnego z bólami porodowymi, ale ciąża ma skomplikowany charakter i potrzebne są dodatkowe badania. Pani Jaroszowa wyjeżdża na kilka miesięcy do Francji i postanawia na ten czas wynająć mieszkanie Ewie. Marta ucieka z domu, ponieważ rodzice zabronili jej wyjazdu na młodzieżowy festiwal do Jarocina. |                       |                          |                 |                                    |
| 33. | 16.08.1989            | Włamanie                 | Paweł Karpiński | Paweł Karpiński, Wojciech Niżyński |
| Marta przebywa z Bajbusem i jego kumplami w Jarocinie. Młodzież włamuje się do kiosku, sprawcy zostają zatrzymani przez milicję. Wezwani przez MO Racewiczowie odbierają Martę z posterunku. Ewa wprowadza się do mieszkania Marii. Od razu odwiedza ją synowa pani Jaroszowej, uprzedzając, by przypadkiem nie próbowała przejąć mieszkania. Dyrektor Stopczyk robi, co może, żeby utrudnić Adamowi Racewiczowi wyjazd do USA. |                       |                          |                 |                                    |
| 34. | 23.08.1989            | Kłopoty pani Wandy       | Paweł Karpiński | Paweł Karpiński, Wojciech Niżyński |
| W Jarocinie Bajbus wymyka się milicji, ale wkrótce, podczas próby wyjazdu do Berlina, zostaje zatrzymany. Pani Wanda stara się go wyciągnąć. Ewa powoli przygotowuje się do porodu. Państwo Sucheccy obiecują jej pomagać. Paweł Hanisz i Janek Duraj nie przyjmują kuszącej propozycji Hellera i postanawiają pozostać w instytucie. Z Ameryki przyjeżdża Grzegorz Białek, ojciec Marty. Nieoczekiwanie pojawia się w mieszkaniu Racewiczów. |                       |                          |                 |                                    |
| 35. | 30.08.1989            | Ojciec                   | Paweł Karpiński | Paweł Karpiński, Wojciech Niżyński |
| Marta przychodzi do ojca do hotelu. W pierwszej chwili hotelowi ochroniarze biorą ją za nieletnią prostytutkę. Przykry incydent szybko zostaje zażegnany, dziewczyna poznaje nową narzeczoną ojca - Barbarę. Bardzo imponuje jej beztroski styl ich życia. Kiedy Joanna i Adam wracają z wczasów, znajdują Martę całkowicie pod wpływem ojca. Paweł Hanisz wiele czasu poświęca Ewie. Nieoczekiwanie otrzymuje wiadomość, że jego ojciec dostał ciężkiego ataku serca. |                       |                          |                 |                                    |
| 36. | 06.09.1989            | Alibi                    | Paweł Karpiński | Paweł Karpiński, Wojciech Niżyński |
| Do laboratorium zostaje przyjęta nowa pracownica, protegowana kolegi Stopczyka. Nikomu nie przypada do gustu, szczególnie Jankowi Durajowi, który uważa, że "nowy nabytek" ma dwie lewe ręce. Pani Bożenka rzeczywiście ma niesamowity dar niszczenia wszystkiego wokół siebie, zwłaszcza tłuczenia szka. Franciszek Hanisz w stanie ciężkim przebywa w szpitalu. Paweł bardzo martwi się o ojca. U Ewy nieoczekiwanie zjawia się Renata z żądaniem, by siostra zapewniła jej alibi na poprzedni wieczór. |                       |                          |                 |                                    |
| 37. | 13.09.1989            | Diagnoza                 | Paweł Karpiński | Paweł Karpiński, Wojciech Niżyński |
| Pani Bożenka nadal tłucze wszystkie probówki i denerwuje pracowników laboratorium, ale wpada w oko dyrektorowi Stopczykowi, który roztacza nad nią parasol ochronny. Ewa trafia do szpitala, przygotowuje się do porodu, który może nastąpić w każdej chwili. Joanna musi omówić z byłym mężem sprawy dotyczące przyszłości Marty. Spotykają się w kawiarni. Na razie Grzegorz zaprasza córkę na wakacje do Ameryki. Matka Krystyny Durajowej ma silne bóle. Lekarze stwierdzają u niej raka. |                       |                          |                 |                                    |
| 38. | 20.09.1989            | Gdzie jest moje dziecko? | Paweł Karpiński | Paweł Karpiński, Wojciech Niżyński |
| Heller, szef "Farmahelu", wydaje przyjęcie, na którym spotykają się dziwnie dobrani ludzie. Grzegorz Białek przychodzi z Barbarą i Martą, Renata natyka się na swojego ojca, właściciela ogromnej szklarni, hurtownika sprzedającego kwiaty. Heller, Białek i pan Tomasz Glinicki przypadają sobie do gustu. Fascynacja Marty ojcem i Ameryką trwa. Sytuacja w laboratorium nadal jest niejasna, a atmosfera staje się coraz mniej przyjemna. Ewa rodzi syna. Noworodek znajduje się w ciężkim stanie i wymaga intensywnej opieki szpitalnej. |                       |                          |                 |                                    |
| 39. | 27.09.1989            | Noworodek                | Paweł Karpiński | Paweł Karpiński, Wojciech Niżyński |
| Ewa nadal przebywa w szpitalu, a niemowlę zostało przewiezione do Centrum Zdrowia Dziecka na oddział intensywnej terapii. Zaniepokojona matka jedzie tam, przebiera się w lekarski fartuch. Dowiaduje się, że jej dziecko będzie niebawem zdrowe. Synowa pani Marii odwiedza mieszkanie teściowej pod nieobecność Ewy, która opiekuje się tym mieszkaniem. Marta jest coraz bardziej zakochana w ojcu i na jego prośbę wynosi z domu dokumenty mieszkaniowe. |                       |                          |                 |                                    |
| 40. | 04.10.1989            | Dlaczego?                | Paweł Karpiński | Paweł Karpiński, Wojciech Niżyński |
| Synek Ewy pozostaje w szpitalu w Międzylesiu. Lekarze zapewniają, że jego stan wkrótce ulegnie znacznej poprawie, ale młoda matka szaleje z niepokoju. Pod nieobecność Ewy w mieszkaniu Marii Jaroszowej pojawia się jej synowa. Pod wpływem ojca Marta wynosi dla niego z domu dokumenty dotyczące mieszkania. Korzystając z nieobecności Racewicza i Joanny Białek zamierza sprzedać mieszkanie Hellerowi. W instytucie nie ma Racewicza, pani Marii i Ewy. Pracownią kieruje Guttman. Stan dziecka Ewy nagle znacznie się pogarsza. |                       |                          |                 |                                    |
| 41. | 11.10.1989            | Dla siebie przeznaczeni  | Paweł Karpiński | Paweł Karpiński, Wojciech Niżyński |
| Pani Bożenka codziennie czyni spustoszenie w laboratorium, ale romansujący z nią Stopczyk nie życzy sobie żadnych uwag na temat jej kwalifikacji. Synek Ewy dochodzi do zdrowia. Ewa, wdzięczna Pawłowi za pomoc w najtrudniejszch chwilach, zaczyna wierzyć w jego miłość i poważnie zastanawia się nad wspólnym życiem w przyszłości. Marta rozczarowuje się do swego prawdziwego ojca i zaczyna patrzeć krytycznym wzrokiem na jego poczynania i styl życia. |                       |                          |                 |                                    |
| 42. | 18.10.1989            | Operacja                 | Paweł Karpiński | Paweł Karpiński, Wojciech Niżyński |
| Ewa bardzo przeżywa konieczność operacji swego maleńkiego synka. Za namową Barbary Marta pozuje do roznegliżowanych zdjęć. Joanna odbywa zasadniczą rozmowę z Grzegorzem. Jeszcze nie wie, że Grzegorz już przeprowadza, za jej plecami, postępowanie spadkowe w sprawie mieszkania Racewiczów. Janek Duraj idzie na przyjęcie wydane przez Hellera. Spotyka tu Stopczyka z panią Bożenką. Natomiast Renata natyka się na swego ojca. |                       |                          |                 |                                    |
| 43. | 25.10.1989            | Na ratunek               | Paweł Karpiński | Paweł Karpiński, Wojciech Niżyński |
| Synek Ewy bezskutecznie walczy z gorączką pooperacyjną. Niezbędny jest zagraniczny antybiotyk. Paweł i Ewa poruszają niebo i ziemię, by go zdobyć, docierają do lekarza dyżurnego kraju. Grzegorz wyprawia Barbarę do USA i natychmiast nawiązuje bliskie stosunki z Renatą, która wypytuje go o ojca. Dowiedziawszy się, że pan Tomasz jest zamożnym przedsiębiorcą, Renata postanawia upomnieć się o swoje prawa. Jedzie do ojca, ale ten wyrzuca ją z domu. Paweł i Ewa odbierają na lotnisku antybiotyk, który dostarczono im samolotem. |                       |                          |                 |                                    |
| 44. | 01.11.1989            | Matka                    | Paweł Karpiński | Paweł Karpiński, Wojciech Niżyński |
| Ewa wybiera się na prowincję, chce odwiedzić grób swojej matki. Towarzyszy jej Paweł. Przy okazji wyznaje jej rodzinną tajemnicę: jego matka żyje. Odeszła do innego mężczyzny zaraz po urodzeniu Pawła - teraz jest zakonnicą. Joanna Racewicz zrywa program "Godzina szczerości". Jej przyszłość w telewizji staje pod znakiem zapytania. |                       |                          |                 |                                    |
| 45. | 08.11.1989            | List                     | Paweł Karpiński | Paweł Karpiński, Wojciech Niżyński |
| Jeśli Grzegorz Białek wygra sprawę w sądzie, Racewiczom grozi konieczność opuszczenia mieszkania. Tymczasem podczas porządków Tomek znajduje schowane stare papiery, których nikt z rodziny jeszcze nie widział. Okazuje się, że to testament matki Grzegorza - poprzedniej właścicielki mieszkania. Mieszkanie zapisała swojej wnuczce Marcie. |                       |                          |                 |                                    |
| 46. | 15.11.1989            | Wybuch                   | Paweł Karpiński | Paweł Karpiński, Wojciech Niżyński |
| W laboratorium wybucha gaz. Paweł zostaje ranny. Ma uszkodzoną połowę twarzy, może mieć kłopoty ze wzrokiem. Zostaje odwieziony do szpitala. |                       |                          |                 |                                    |
| 47. | 22.11.1989            | Obietnica                | Paweł Karpiński | Paweł Karpiński, Wojciech Niżyński |
| Paweł znajduje się w szpitalu, stan jest poważny. Jego życiu nie zagraża niebezpieczeństwo, ale oko jest uszkodzone, a blizny pozostaną na zawsze. Ewa - mimo kłopotów z synkiem - znajduje czas, by odwiedzić Pawła w szpitalu. Zgadza się zostać jego żoną bez względu na skutki wypadku. |                       |                          |                 |                                    |
| 48. | 29.11.1989            | Sprawa mieszkaniowa      | Paweł Karpiński | Paweł Karpiński, Wojciech Niżyński |
| Marta wreszcie dowiaduje się o podstępnym postępowaniu ojca. Obiecuje matce, że nie zdradzi rodziny Racewiczów. Kiedy pod nieobecność dorosłych Białek przyprowadza do mieszkania człowieka, któremu chce je sprzedać, Marta wyrzuca ich obu. Heller okazuje się oszustem i hochsztaplerem. Ewa informuje państwa Sucheckich, że zamierza wyjść na mąż za Pawła. |                       |                          |                 |                                    |
| 49. | 06.12.1989            | Mateusz                  | Paweł Karpiński | Paweł Karpiński, Wojciech Niżyński |
| Adam Racewicz otrzymuje propozycję awansu na stanowisko zastępcy szefa Instytutu. Ewa wraca z dzieckiem do willi państwa Sucheckich. Pani Anna nie wtrąca się już do jej prywatnych spraw. Renata "ustawia" Grzegorzowi Białkowi grę w pokera, w której Białek przegrywa wszystko, co ma - łącznie z aktem własności mieszkania Racewiczów. |                       |                          |                 |                                    |
| 50. | 13.12.1989            | Fotografia               | Paweł Karpiński | Paweł Karpiński, Wojciech Niżyński |
| Ojciec Pawła ma wylew. Ewa przychodzi do mieszkania Haniszów. Spostrzega fotografię - identyczną z tą, która pokazywała jej kiedyś ciotka. Na zdjęciu jest jej matka i ledwo widoczny prawdziwy ojciec. Okazuje się, że Ewa jest córką Franciszka Hanisza, co - oczywiście - wyklucza jej małżeństwo z Pawłem. |                       |                          |                 |                                    |
| 51. | 20.12.1989            | Święta                   | Paweł Karpiński | Paweł Karpiński, Wojciech Niżyński |
| Ewa przeżywa kolejne załamanie. Świadomość, że Paweł jest jej przyrodnim bratem, uniemożliwia zaplanowane już małżeństwo. Przed śmiercią Franciszek Hanisz prosi syna, by przeczytał list, który od wielu lat przechowuje dla niego Leon Guttman. Krystyna wylatuje do Montrealu. Natomiast Racewiczowie spędzają święta w doskonałym natroju. Radość wywołało odnalezienie testamentu, w którym matka Grzegorza zapisała mieszkanie swojej wnuczce Marcie. |                       |                          |                 |                                    |
| 52. | 27.12.1989            | Miłość                   | Paweł Karpiński | Paweł Karpiński, Wojciech Niżyński |
| Z listu, jaki przechowywał Guttman, Paweł dowiaduje się, że jest dzieckiem adoptowanym. Może zatem ożenić się z Ewą. Szczęście obydwojga nie ma granic. Z Paryża wraca Maria Jaroszowa. Guttman mówi Marii że powinni być razem i Maria reaguje na to bardzo pozytywnie. Renata zostaje aresztowana za oszustwa finansowe. Adam awansuje na wicedyrektora Instytutu i powierza Durajowi stanowisko kierownika pracowni. |                       |                          |                 |                                    |
| SERIA DRUGA |                       |                          |                 |                                    |
| 53. | 14.03.1990            | Dwa miesiące później     | Paweł Karpiński | Paweł Karpiński, Wojciech Niżyński |
| W drodze do pracy Marek opowiada Durajowi swoją weekendową przygodę miłosną; pani Maria nadmiernie obciążona obowiązkami prosi Duraja o przyjęcie do pracy jeszcze jednej laborantki. Marysia Sokólska załatwia Joannie wyrok sądu w sprawie jej mieszkania - Grzegorz Białek nie będzie mógł już przedkładać żadnych roszczeń. W czasie przyjacielskiej rozmowy Joanna dowiaduje się o przyjeżdzie do kraju ich wspólnej przyjaciółki, Danuty. Na prośbę Duraja o zatrudnienie jeszcze jednej laborantki Racewicz - jako wicedyrektor, wpada na pomysł zatrudnienia jego znajomej Doroty Wanat, która za działalność podziemną została usunięta z uczelni w czasie pisania doktoratu. Nowym sąsiadem Racewiczów okazuje się być weteran kampanii wrześniowej, pan Henryk Ostoja. Marta zauważa, że jej matka zbyt często sięga po alkohol. Pani Anna raduje się listem od Ewy, która z Mateuszem i Pawłem mieszka obecnie w Szwajcarii. Pani Władzia, dawna gospodyni Franciszka Hanisza, teraz pomaga pani Annie w prowadzeniu domu. Kolega, podczas zajęć w klubie żeglarskim, chwali się nowym nożem, który niezwykle podoba się Piotrkowi Racewiczowi. Leon ponownie oświadcza się pani Marii, która ponownie daje wymijającą odpowiedź. Adam prosi prof.Sucheckiego o opinię na temat jego pracy habilitacyjnej. Po powrocie do domu, Adam zastaje żonę śpiącą nad kieliszkiem alkoholu. |                       |                          |                 |                                    |
| 54. | 21.03.1990            | Przyjaciółka             | Paweł Karpiński | Paweł Karpiński, Wojciech Niżyński |
| Nieoczkiewanie Joanna spotyka swoje dwie szkolne koleżanki, Dankę Kozan i Monikę Szczerbicką. Danka, obecnie pani Mayer, żona Amerykanina, chce otworzyć interes w Polsce. Monika reprezentuje świat mody, a Joanna mogłaby robić programy o modzie w telewizji. Wszystko świetnie się składa, panie planują założenie atrakcyjnej spółki. Adama Racewicza odwiedza w Instytucie nie pracujący tu już dyrektor Stopczyk. Namawia swego następcę do współpracy ze spółką farmaceutyczną Stopczyk-Heller. Adam waha się. Janek Duraj prowadzi zajęcia na uczelni z wyjątkowo niesforną grupą. Tylko Mariola zapowiada się na dobrą studentkę. Na najgorszego studenta wygląda niejaki Maciek Derbich. |                       |                          |                 |                                    |
| 55. | 28.03.1990            | Nóż                      | Paweł Karpiński | Paweł Karpiński, Wojciech Niżyński |
| Adam Racewicz zgadza się na ewentualne zainwestowanie pieniędzy w spółkę projektancko-handlową. Do laboratorium zostaje przyjęta nowa pracownica - Dorota Wanat, delikatna dziewczyna i świetny fachowiec - ma prawie niezauważalną wadę fizyczną. Piotr Racewicz bawi się na przystani z kolegami nożem sprężynowym. Znajdujący się w pobliżu Stopczyk pokazuje chłopcom niebezpieczną zabawę - w efekcie Piotrek rani się w rękę. |                       |                          |                 |                                    |
| 56. | 04.04.1990            | Lokator                  | Paweł Karpiński | Paweł Karpiński, Wojciech Niżyński |
| Docent Stopczyk przedstawia Racewiczowi projekt współpracy jego spółki z Instytutem. Do państwa Sucheckich przyjeżdża siostra pani Anny z prośbą, by przyjęli do siebie jej syna Maćka, który zaczął studia w Warszawie. Dorota Wanat zadomowiła się w laboratorium. Prowadzi ciągłe spory z Markiem, którego uważa za kabotyna i aspołecznego egoistę. Szef domaga się od Joanny wyników w pracy, a ona nie jest w stanie nic zrobić. Maciej Derbich wprowadza się do państwa Sucheckich. |                       |                          |                 |                                    |
| 57. | 11.04.1990            | Rachunek za telefon      | Paweł Karpiński | Paweł Karpiński, Wojciech Niżyński |
| Racewicz postanawia wyjaśnić kwestię niezwykle wysokiego rachunku za telefon w kawalerce, którą wynajmował lokatorowi. Joanna próbuje zapisać się do poradni odwykowej. Syn pani Marii Jaroszowej przebywa za granicą. Synowa w rozmowie napomyka o możliwości rozwodu. Adam stara się trafić na niesolidnego lokatora - na razie bezskutecznie. Rachuenk za telefon jest prawidłowy. |                       |                          |                 |                                    |
| 58. | 18.04.1990            | Cios                     | Paweł Karpiński | Paweł Karpiński, Wojciech Niżyński |
| Durajowie znowu przeżywają okres kłótni. Mariola odwiedza Maćka w mieszkaniu państwa Sucheckich - gosposia, pani Władzia, rozpoznaje w niej dawną koleżankę Pawła Hanisza. Profesorowa jest zaniepokojona. Marta wysłuchuje opowieści pani Leny, które pomagają jej w kształtowaniu własnego systemu wartości. Adam jedzie do kawalerki za Żelazną Bramą. W mieszkaniu zostaje napadnięty przez nieznanego mężczyznę. |                       |                          |                 |                                    |
| 59. | 25.04.1989            | Dylemat Joanny           | Paweł Karpiński | Paweł Karpiński, Wojciech Niżyński |
| Adam Racewicz składa w Komendzie Głównej MO zeznania w sprawie napadu w jego kawalerce. Okazuje się, że tajemniczy lokator jest zamieszany w międzynarodową aferę narkotykową. Joanna wypełnia ankietę otrzymaną w poradni dla anonimowych alkoholików. Adam znajduje tę ankietę w szufladzie. Mariola zaprzyjaźnia się z Maćkiem Derbichem i coraz częściej pomaga temu obibokowi w opanowaniu materiału na studiach. |                       |                          |                 |                                    |
| 60. | 02.05.1990            | Meeting                  | Paweł Karpiński | Paweł Karpiński, Wojciech Niżyński |
| Duraj interweniuje w sprawie ponownego przebadania na ochotnikach próbek adolaranu. Danuta zaprasza Racewiczów na przyjęcie. Joanna upija się i kłóci z Adamem. Dorota nadzoruje prace charytatywne. Krystyna nie może dłużej być stewardesą - badania lekarskie wykluczają jej udział w lotach. Joanna udaje się na pierwszy meeting anonimowych alkoholików. Spotyka tam Renatę. |                       |                          |                 |                                    |
| 61. | 09.05.1990            | Telewizja nocą           | Paweł Karpiński | Paweł Karpiński, Wojciech Niżyński |
| Renata postanawia nawiązać przyjacielskie stosunki z ojcem. Oficerowie śledczy składają wizytę Adamowi w Instytucie - nadal szukają ekslokatora kawalerki. Pani Anna znajduje w pokoju Maćka kasety i podejrzewa go o paserstwo. W telewizyjnym programie "Telewizja nocą" pani Lena opowiada o dziewczynkach, które jej pomagają. Racewiczowie są dumni z córki. |                       |                          |                 |                                    |
| 62. | 16.05.1990            | Naprawa dachu            | Paweł Karpiński | Paweł Karpiński, Wojciech Niżyński |
| Na prośbę pani Anny Maciek próbuje naprawić rynnę w willi. Stopczyk wraca z RFN i odwiedza Racewicza w Instytucie. Joanna spotyka się z Danką. Dowiaduje się, że jej mąż poszukuje sekretarki znającej języki. Marta prosi Janka Duraja o pomoc także z fizyki. Maciek wraca do domu nocą, wstawiony. Z ciemnoskórym kolegą ze studiów, Akindu, zabierają się do naprawy rynny. |                       |                          |                 |                                    |
| 63. | 23.05.1990            | Danka                    | Paweł Karpiński | Paweł Karpiński, Wojciech Niżyński |
| Pod nieobecność Doroty Marek Siedlecki czyta fragment jej pracy doktorskiej. Dorota jest początkowo wściekła, ale kiedy Marek pomaga jej skorygować błąd na wykresie, zaczyna go traktować inaczej. Maciek ma ogromne kłopoty z zaliczeniem u Duraja. Mariola wstawia się za nim. Janek godzi się jeszcze raz przepytać niesumiennego studenta. Danka odwiedza Racewiczów i próbuje uwodzić Adama. |                       |                          |                 |                                    |
| 64. | 30.05.1990            | Pistolet                 | Paweł Karpiński | Paweł Karpiński, Wojciech Niżyński |
| Z polecenia Joanny Dawid Meyer angażuje Kryśkę Durajową na sekretarkę. Joanna zaprzyjaźnia się z Renatą, regularnie spotykają się podczas mityngów anonimowych alkoholików. Adam i Stopczyk porozumiewają się w sprawie spółki. Matka Kryśki zaczyna przyjmować w jej mieszkaniu pana Ostoję-Ostojałowskiego. Mężczyzna od dawna szuka z nią bliższego kontaktu. Marek i Dorota zawierają "pakt o nieagresji". Piotrek włamuje się na jacht Stopczyka. |                       |                          |                 |                                    |
| 65. | 06.06.1990            | Pościg                   | Paweł Karpiński | Paweł Karpiński, Wojciech Niżyński |
| Milicja przesłuchuje kolegę Piotrka w związku z włamaniem na jacht. Kolejne badanie oddziaływania adoloranu daje wynik negatywny. Duraj jest załamany. Danka kontynuuje flirt z Adamem. Marek zaprzyjaźnia się z Dorotą i nagle dostrzega w niej - mimo kalectwa - atrakcyjną kobietę. Dankę zaczyna śledzić nieznajomy młody mężczyzna. Adam spotyka byłego lokatora. Ten rzuca się do ucieczki na jego widok. |                       |                          |                 |                                    |
| 66. | 13.06.1990            | Kasety                   | Paweł Karpiński | Paweł Karpiński, Wojciech Niżyński |
| Maciek nie ma ochoty ponownie zdawać egzaminu u Duraja. Kłóci się o to z Mariolą. Dawid wyjeżdża na kilka dni. Wręcza Dance kopertę z prośbą o przekazanie jej adresatowi. Na parkingu Danka gubi kluczyki od samochodu. Znajduje je Staszek, kolega Piotrka. Kradnie z samochodu kopertę i kasety Dawida. |                       |                          |                 |                                    |
| 67. | 20.06.1990            | Mistrzostwa Świata       | Paweł Karpiński | Paweł Karpiński, Wojciech Niżyński |
| Danka prosi Adama o pomoc w odnalezieniu skradzionych przedmiotów. Przy okazji flirt przekształca się w romans. Danka i Adam zostają kochankami. Marek i Dorota zaprzyjaźniają się coraz bardziej. Joanna przyprowadza do domu Renatę. Okazuje się, że Renata i Adam znają się. |                       |                          |                 |                                    |
| 68. | 27.06.1990            | Breloczek                | Paweł Karpiński | Paweł Karpiński, Wojciech Niżyński |
| Joanna nie chce przyznać się Adamowi, że chodzi na mityngi anonimowych alkoholików. Adam podejrzewa ją o romans. Piotrek i Staszek postanawiają oddać kasety i kopertę Meyerowi licząc na nagrodę. Maciek podrabia podpis Duraja w indeksie. Adam towarzyszy Dance podczas wizyty u prywatnego detektywa. Zauważa u niej oryginalny breloczek do kluczyków. Identyczny znajduje tego samego dnia w szufladzie Piotrka. |                       |                          |                 |                                    |
| 69. | 04.07.1990            | Schwytany                | Paweł Karpiński | Paweł Karpiński, Wojciech Niżyński |
| Piotrek Racewicz i jego kolega Staszek oddają Dawidowi Meyerowi kasety i inkasują pokaźną nagrodę. Krystyna Durajowa, która musiała zrezygnować z wykonywania zawodu stewardesy, zostaje asystentką Dawida. Joanna chodzi na spotkanie anonimowych alkoholików i coraz bardziej zaprzyjaźnia się z Renatą. |                       |                          |                 |                                    |
| 70. | 11.07.1990            | In flagranti             | Paweł Karpiński | Paweł Karpiński, Wojciech Niżyński |
| Adam Racewicz jedzie do Danki, by zwrócić jej znaleziony w rzeczach syna breloczek. Danka zaprasza go na kawę, Adam zostaje. Między nimi rodzi się romans. Matka Maćka przyjeżdża do pani Anny, która opowiada, jak fatalny wpływ ma na niego koleżanka - Mariola. Dziewczyna akurat przychodzi do willi, by namówić Maćka do przeprosin Duraja. Starsze panie proszą ją, by wzięła się do nauki i nie przeszkadzała wspaniałemu studentowi, jakim jest Maciek. |                       |                          |                 |                                    |
| 71. | 18.07.1990            | Habilitacja              | Paweł Karpiński | Paweł Karpiński, Wojciech Niżyński |
| Adam Racewicz przygotowuje się do rozprawy habilitacyjnej. Cała rodzina żyje tym wydarzeniem. Adam jest bardzo zdenerwowany, bo jeden z profesorów - członków komisji - wyraźnie go nie lubi. Kryśka wyjeżdża na letnisko ze swą przyjaciółką Aśką Błażyńską i dziećmi Dorota Wanat namówiona przez Marka, który interesuje się nią coraz bardziej, przygotowuje się do operacji krótszej nogi. Pani Maria boleśnie przeżywa kryzys w małżeństwie syna. Kolokwium habilitacyjne Adama przebiega pomyślnie. |                       |                          |                 |                                    |
| 72. | 25.07.1990            | Na wakacjach             | Paweł Karpiński | Paweł Karpiński, Wojciech Niżyński |
| Adam romansuje z Danutą i coraz bardziej angażuje się w związek z tą elegancką, atrakcyjną i piękną kobietą. Stopczyk składa Adamowi gratulacje z powodu udanej habilitacji. Kryśka i Aśka odkrywają, że bardzo blisko nich spędza wakacje kapitan Werner. Zaczynają się wspólne spacery i wieczory. Synowa tłumaczy pani Marii, że wina za małżeńskie kłopoty leży po stronie jej syna, który związał się z inną kobietą. |                       |                          |                 |                                    |
| 73. | 01.08.1990            | Bójka                    | Paweł Karpiński | Paweł Karpiński, Wojciech Niżyński |
| Joanna wybiera się na meeting i prosi Adama o samochód. Janek na zły humor, wszystko mu wylatuje z rąk. Przychodzi Stopczyk z radosną Bożenką. Jest ona teraz sekretarką w spółce polsko-niemieckiej. Już nawet używa niemieckich słów. Stopczyk proponuje Jankowi wymyślenie krajowej produkcji ubocznej do produkcji niemieckiej. Adam udaje się do banku. Tu przypadkowo spotyka Renatę. Prosi ją, by wyjawiła, skąd zna Joannę. Dziewczyna nie chce nic powiedzieć. Adam oferuje Renacie podwiezienie. Odwozi ją na spotkanie AA i przypadkowo dostrzega Joannę udającą się w to samo miejsce co Renata. Zaciekawiony idzie za żoną i odkrywa całą prawdę. Leon był na spotkaniu kombatantów i dowiedział się o śmierci Mirona. Rozmawia z Marią o swoich kolegach z powstania. Anna opowiada Maćkowi o wizycie dwóch podejrzanych typów. Nie rozumie, czego chcieli od Maćka. Boi się ich gróźb. Adam rozmawia z Joanną o walce z piciem. Jest pełen uznania dla żony. Joanna cieszy się, że Adam ma takie podejście i proponuje wyjść do ludzi, lub zaprosić gości. Chce zaprosić Dankę. Krysia rozmawia z Asią o jej znajomości z Wernerem i zazdrości Janka. Koleżanka myślała, że z Wernerem łączyło ich uczucie. Janek i Mariola bawią się w dyskotece. Tu spotykają pijanego Maćka, który jest niegrzeczny szczególnie w stosunku do Janka. Dochodzi do bójki. |                       |                          |                 |                                    |
| 74. | 08.08.1990            | Synowa                   | Paweł Karpiński | Paweł Karpiński, Wojciech Niżyński |
| Rano Adam i Janek spotykają się przed Instytutem. Janek ma zawiniętą rękę, co wzbudza ciekawość Adama. Duraj opowiada o całym zajściu w dyskotece. Do Maćka przychodzą ci sami koledzy, którzy przestraszyli Annę. Upominają się o pieniądze, które Maciek pożyczył, znów go straszą. Krysia pracuje u Dawida. Ten daje jej szereg poleceń na czas swego wyjazdu. Współpraca dobrze się układa. Renata mieszka u Izy. Odwiedza ją ojciec, dogrywają szczegóły dotyczące otwarcia kwiaciarni. Rozmawiają o charakterze żony Tomasza. W Instytucie trwają badania nad programem AIDS. Do Marii przychodzi Elżbieta, oddaje teściowej pożyczone pieniądze. Rozmawiają o Andrzeju. Elżbieta mówi, że mąż ma kochankę w Norwegii. Pani Janina rozmawia z Krysią o pracy u Dawida. Krysia pakuje Oleńkę na wczasy, na które jedzie z babcią. Do Racewicza przychodzi żona Mutara-Viola. Wchodzi do gabinetu razem z dzieckiem, mimo sprzeciwu Hani-sekretarki. Przyniosła Adamowi pieniądze, które był winiem Mutar. Jednocześnie prosi go o korzystne dla Mutara zeznania. W chwili, kiedy Adam przelicza pieniądze, do gabinetu zagląda Stopczyk. Janek prosi Leona o sprawdzenie wyników badań nad programem AIDS. |                       |                          |                 |                                    |
| 75. | 15.08.1990            | Towar                    | Paweł Karpiński | Paweł Karpiński, Wojciech Niżyński |
| Maria opowiada Leonowi o wizycie Elżbiety po spotkaniu w Łazienkach. Marek wraca do pracy po dwutygodniowym urlopie. Pyta o Dorotę. Janek zagaduje go o pracę doktorska. Marek nie widzi sensu kontynuowania jej. Rozmawiają o różnych aspektach wykształcenia, wymaganiach firm zagranicznych. Renata wraz z ojcem załatwiają w banku sprawy dotyczące kwiaciarni. Spotykają Hellera, który proponuje Tomaszowi przyłączenie się do polsko-niemieckiej spółki. Maciek usiłuje dogadać się w sprawie zwrotu pieniędzy. Ma kłopoty. Postanawia zdobyć pieniądze pod zastaw zabytkowej ikony Sucheckich. Pomaga mu Bodzio. Załatwiają sprawę z jednym antykwariuszem. Następnie Maciek udaje się do dyskoteki i tu dowiaduje się od kolegi, że Akindu, z którym mieli zrobić interes, jest w Kołobrzegu. Wściekły opowiada całą historię interesu z zegarkami. Po powrocie do domu okazuje się, że Akindu czeka na niego razem z całym towarem. |                       |                          |                 |                                    |
| 76. | 22.08.1990            | Igor                     | Paweł Karpiński | Paweł Karpiński, Wojciech Niżyński |
| Maciek i Akindu mają kłopoty ze zbyciem towaru, jednak nie tracą nadziei, mają nowy pomysł. Renata mieszka u koleżanki. Iza pakuje się na urlop. Namawia Renatę, by z nią pojechała. Maciek i Akindu spotykają się w dyskotece. Tu Akindu daje Maćkowi dolary za sprzedane zegarki. Syn Izy Igor wraca od dziadków do Warszawy. Po drodze opowiada przypadkowemu kierowcy o sobie. Jest dumny ze swojej matki. Marek zaprasza Dorotę na kawę, rozmawiają o wspólnym znajomym Janku Sikorze. Dorota opowiada o pracy w "Solidarności". Maciek ma już pieniądze i chce odzyskać ikonę. Niestety nie zastaje antykwariusza. Pan Tomasz rozmawia z Renatą o mieszkaniu dla niej. Niestety nic się nie udało załatwić. Renata pokazuje mu list od ciotki, w którym pisze o Ewie i jej dziecku. Oglądają fotografię Mateusza. Rozlega się dzwonek i wchodzi milicjant. Przynosi tragiczną wiadomość. Iza utopiła się. Pani Władzia robiąc porządki nie znalazła ikony. Pyta o nią Maćka. Ten kłamie, że pożyczył ją koledze malarzowi. Igor wraca do domu, zastaje Renatę, pyta o matkę. |                       |                          |                 |                                    |
| 77. | 29.08.1990            | W ostatniej chwili       | Paweł Karpiński | Paweł Karpiński, Wojciech Niżyński |
| Cmentarz Północny, pogrzeb Izy. Renata zabiera rodziców Izy do domu. Tu rozważają, co zrobić z Igorem. Dziadkowie chcą go zabrać do Szczecina. Renata oferuje swoją pomoc w wychowaniu chłopca. Paweł Hanisz załatwił Jankowi stypendium w Szwajcarii. Marek mówi Jankowi o swoim pomyśle dla firmy Stopczyka. Proponuje produkcję testów antydopingowych. Janek rozmawia z Adamem o urlopie. Adam zleca pracowni nową pracę. Jest to przyczyną krótkiego nieporozumienia między kolegami. Renata mieszka z Igorem. Chłopak bardzo przeżywa śmierć matki. Janek opowiada Krysi o stypendium w Szwajcarii. Dobrą wiadomość chcą przypieczętować szampanem. Maciek znów przychodzi do antykwariatu po ikonę. Nieuczciwy sprzedawca chce go oszukać, udając, że o niczym nie wie. Maciek obmyśla chytry plan i odzyskuje cenny przedmiot. Joanna wysyła dzieci na zakupy po przybory szkolne. W drodze do pracy spotyka Ostoję, ale szybko uwalnia się od jego towarzystwa. |                       |                          |                 |                                    |
| 78. | 05.09.1990            | Pani mnie nie poznaje    | Paweł Karpiński | Paweł Karpiński, Wojciech Niżyński |
| Pani Anna po telefonicznej rozmowie z Ewą, która została nagle przerwana, dostaje ataku; wyobraża sobie, że coś niedobrego stało się jej wnukowi. Leon informuje Stopczyka o spodziewanym wyjeździe Duraja na stypendium do Szwajcarii. Stopczyk z kolei przekazuje mu plotkę o planowanym wysyłaniu na emeryturę starszych pracowników i w związku z tym przedstawia mu ofertę pracy w jego spółce. Duraj spotyka profesora z uczelni, który proponuje mu kontynuowanie zajęć z grupą studentów z którą miał już zajęcia w poprzednim roku. Pan Tomasz dostarcza kwiaty do kwiaciarni prowadzonej przez Renatę. Daje córce rady dotyczące prowadzenia interesu, dopytuje się o chłopaka, z którym mieszka. Dorota całkiem przyjaźnie rozmawia z Markiem o jego badaniach i zaprasza go na wystawę podziemnej poligrafii. Mayer opowiada Krystynie o wrażeniach ze swego wakacyjnego pobytu w Hiszpanii i wręcza jej prezent. Danuta podczas spotkania w restauracji opowiada przyjaciółkom - Monice i Joannie - o swym wakacyjnym pobycie w Hiszpanii. Dorota czule żegna się ze swym znajomym - Sewerem i z Markiem idzie na spacer. Marek, kupując lody spotyka swoją dawną przyjaciółkę - Monikę, która jest w towarzystwie Joanny i Danuty. Nie podtrzymuje jednak z nią rozmowy. Marek przyprowadza Dorotę do domu swoich rodziców i opowiada jej o swojej rodzinie. Gdy do domu wraca matka Marka, okazuje się, że panie znają się z dawnych czasów. Dorota była w czasach podziemnej "Solidarności" przesłuchiwana przez prokurator Borg-Siedlecką. |                       |                          |                 |                                    |
| 79. | 12.09.1990            | Namiętność               | Paweł Karpiński | Paweł Karpiński, Wojciech Niżyński |
| Marek bezskutecznie stara się dowiedzieć od matki czegoś więcej o tym, skąd zna Dorotę. Lekarz zaleca Dorocie szybkie poddanie się operacji wydłużenia nogi. Danuta odwiedza Adama w pracy i namiętnie wita się z nim po wakacyjnej rozłące. Umawiają się na kolację. Ich spotkanie i wyznania przerywa przyjście Duraja, który prosi Racewicza o zgodę na kontynuowanie zajęć ze studentami. Duraj ma opory przed zwolnieniem Doroty na operację, ale dywagacje na ten temat przerywa zdecydowana postawa Leona, który jako zastępca Duraja na czas jego wyjazdu na stypendium do Szwajcarii, "poleca" jej udać się do szpitala na zabieg. Marek prosi Dorotę o spotkanie - po długich namowach dziewczyna zgadza się. Ostoja triumfalnie powiadamia Joannę, że administracja po jego licznych petycjach odstąpiła od zamiaru zaadaptowania strychów na pomieszczenia mieszkalne. Adam podczas romantycznej kolacji z Danutą spotyka w restauracji swoją sekretarkę. Marek nadaremnie czeka w kawiarni na Dorotę. Janek przygotowuje się do wyjazdu do Szwajcarii. Igor pod nieobecność Renaty organizuje prywatkę. Renata po powrocie do domu zastaje Igora w objęciach jego koleżanki, a resztę uczestników zabawy pod wyraźnym wpływem alkoholu. Tonem nieznoszącym sprzeciwu wyprasza całe towarzystwo z mieszkania. |                       |                          |                 |                                    |
| 80. | 19.09.1990            | Kolacja we dwoje         | Paweł Karpiński | Paweł Karpiński, Wojciech Niżyński |
| Renata przed wyjściem do kwiaciarni robi wymówki Igorowi za jego zachowanie. Wszyscy oczekują na wiadomości o przebiegu operacji Doroty. Synowa pani Marii zjawia się nagle w pracowni z listem od męża, w którym zawiadamia o nieoczekiwanym przyjeździe do Polski, aby załatwić rozwód. Leon spóźniony z powodu zalania jego mieszkania przez sąsiadów dowiaduje się od pani Marii o jej problemach. Do Marka dzwoni brat z wiadomością o pomyślnym przebiegu operacji Doroty. Mayer namawia Krystynę na wspólny wyjazd do Krakowa. Danuta telefonicznie zaprasza Adama do siebie na romantyczną kolację we dwoje. W czasie ich rozmowy w gabinecie Adama jest Joanna, która zaczyna podejrzewać, że mąż coś ukrywa przed nią. Matka wypytuje Marka, czy jego stosunek do Doroty ma szczególny charakter - wyraża sceptyczne uwagi co do jej urody. Stopczyk i Heller podczas spotkania w restauracji rozmawiają o planowanym interesie, do którego chcą namówić pana Tomasza. Marek odwiedza Dorotę w szpitalu. Joanna robi Adamowi wymówki z powodu jego częstych wyjść z domu w sprawach służbowych. Adam wymyśla fałszywą historyjkę o pochodzeniu wody kolońskiej, którą naprawdę dostał od Danuty. Rozstają się zagniewani. Igor przeprasza Renatę za swoje zachowanie. Adam spotyka się z Danutą w jej domu na romantycznej kolacji we dwoje. |                       |                          |                 |                                    |
| 81. | 26.09.1990            | Upadek                   | Paweł Karpiński | Paweł Karpiński, Wojciech Niżyński |
| Monika i Danuta krytycznie odnoszą się do Joanny, która nie wywiązuje się ze swych zobowiązań wobec ich spółki. Monika domyśla się, że dziwne zachowanie Joanny może być spowodowane jej problemami małżeńskimi. Po powrocie Krystyny z Krakowa, gdzie była na zaproszenie Mayera, matka przestrzega ją, że takie nadskakiwanie szefa może doprowadzić do romansu. Lekarz stara się przekonać Dorotę, aby przełamała swój lęk i zaczęła obciążać zoperowaną nogę. Mayer zaprasza Krystynę na koktajl do Victorii. Pani Maria żali się Leonowi na postępowanie swego syna i krytycznie odnosi się do jego filozofii życiowej. Marek informuje kolegów o zasłyszanej plotce o planowanych zwolnieniach w Instytucie. Matka Krystyny zaprasza pana Henryka Ostoję, który wyraźnie imponuje jej swoją witalnością i żywotnością, na kolację. Szef Joanny podczas kolaudacji jej programu o modzie bardzo krytycznie wyraża się o tej audycji. Druzgocąca ocena szefa sprawia, że Joanna z kolegą idzie na wódkę, aby odreagować stres. Elegancki ubiór Maćka zadziwia panią Annę, lecz jeszcze bardziej dziwi się, że Maciek wraca z egzaminu, o którym mówił, że zdał przed wakacjami. Podczas rozmowy Maciek wyraża lekceważący stosunek do wyższego wykształcenia, a z podziwem odnosi się do ludzi kombinujących, robiących interesy. Pani Janina gości na kolacji pana Henryka. Adam robi wymówki Joannie z powodu jej późnego powrotu do domu i za sięganie po alkohol. Dorota próbuje w szpitalu przejść się o kulach, lecz jej spacer kończy się bolesnym upadkiem. |                       |                          |                 |                                    |
| 82. | 03.10.1990            | Zemsta                   | Paweł Karpiński | Paweł Karpiński, Wojciech Niżyński |
| Lekarz bada nogę Doroty po jej wieczornym upadku. Pani Janina robi Krystynie wymówki z powodu jej późnego powrotu ze spotkania z Mayerem i wyraża zdziwienie, że szef tak nadskakuje jej córce. Maciek naprawia korki w domu pani Anny. Leon podczas wizyty Racewicza w pracowni pyta dyrektora, ile jest prawdy w plotkach o szykujących się zwolnieniach w ich placówce naukowej. Joanna odwiedza Krystynę w jej pracy i przyznaje się przyjaciółce, że jest alkoholiczką, że podejrzewa męża o romans z inną kobieta i opowiada o swoich problemach zawodowych. Renata jadąc taksówką zauważa Igora w towarzystwie pana Edka. Marek odwiedza w szpitalu Dorotę i wyraża niepokój o to, jak sobie ona poradzi po wyjściu ze szpitala. Dorota na pożegnanie całuje Marka. Joanna podczas spotkania w Klubie AA przyznaje się, że ostatnio sięgnęła po alkohol. Grupa rozważa problemy Joanny. W grupie znajduje się Renata. Renata po powrocie do domu przestrzega Igora przed wchodzeniem w układy z Edkiem. Wracając wieczorem do domu, Maciek zostaje napadnięty przez nieznajomych mężczyzn. Ciężko pobity zjawia się w domu Sucheckich. |                       |                          |                 |                                    |
| 83. | 10.10.1990            | Gorzka prawda            | Paweł Karpiński | Paweł Karpiński, Wojciech Niżyński |
| Sucheccy przejmują się pobiciem Maćka przez nieznanych sprawców. Pani Maria skarży się na ból głowy z powodu stresu związanego z rozpadem małżeństwa syna. Renata podczas spotkania z Edkiem stara się go przekonać, aby dał spokój Igorowi. Niestety Edek nie chce zrezygnować ze współpracy z chłopakiem. Idąc ze spotkania z Edkiem, Renata natyka się na Igora, który jest w towarzystwie Myszorka. Joanna przeprasza szefa za swoje zachowanie podczas kolaudacji i przedstawia mu swoje nowe plany zawodowe. Pani Janina wychodzi wieczorem na spotkanie z panem Henrykiem. Podczas jej nieobecności w mieszkaniu Krystyny zjawia się pod błahym pretekstem Mayer, który próbuje uwieść swą sekretarkę, lecz nagłe przebudzenie Oleńki przerywa jego zaloty. Renata przestrzega Igora przed znajomością z Myszorkiem. Igor nie przyjmuje tych rad. Marek opowiada pani Marii i Leonowi o stanie zdrowia Doroty. Pani Maria podejrzewa, że młodzi mają się ku sobie. Adam podczas rozmowy z Joanną wzbudza jej podejrzenia wydając się, że wiedział o wyjeździe Danuty do Niemiec; Joanna informuje męża o zaproszeniu Mayerów na kolację. Marek spełniając prośbę Doroty dostarcza Sewerowi pewne dokumenty i przy okazji próbuje się od niego dowiedzieć czegoś więcej o procesie Doroty i o roli w nim jego matki. |                       |                          |                 |                                    |
| 84. | 17.10.1990            | Telegram                 | Paweł Karpiński | Paweł Karpiński, Wojciech Niżyński |
| Marek przywozi ze szpitala Dorotę; mówi jej o rozmowie z Sewerem. Dorota stara się odwieść go od roztrząsania problemu postawy jego matki w czasie gdy była prokuratorem. Maćka odwiedza kolega, Bodzio. Maciek prosi go, aby dowiedział się dla niego o adres Myszorka, na którym chce się zemścić za pobicie. Racewicz odwiedza Danutę i wyjaśnia udział jego syna Piotrka w okradzeniu jej samochodu. Dorotę odwiedzają Marta i jej koleżanka, które dowiadują się od niej, jak działały podziemne drukarnie "Solidarności" w latach 80. Heller i pan Tomasz, aby przypieczętować ich dobrą współpracę w interesach, przechodzą na ty. Marek rozmawia z ojcem o udziale jego matki w procesach politycznych w czasie stanu wojennego. Ojciec broni swojej żony. Adam i Joanna goszczą u siebie Mayerów. Duraj po powrocie ze Szwajcarii obdarowuje żonę i córkę prezentami. Elżbieta wpada do pracowni z wiadomością, że syn pani Marii miał ciężki wypadek w Norwegii. |                       |                          |                 |                                    |
| 85. | 24.10.1990            | Przykra niespodzianka    | Paweł Karpiński | Paweł Karpiński, Wojciech Niżyński |
| Pani Maria ma wątpliwości czy do Norwegii, do jej chorego syna, powinna jechać tylko jej synowa. Mayer proponuje Krystynie wspólny wyjazd do krajów nadbałtyckich. Starając się ją przekonać do tego pomysłu, zaczyna roztaczać przed nią swój czar. Na tę scenę wchodzi Danuta, która złośliwie komentuje zastany obrazek i opuszcza pokój. Duraj po powrocie ze Szwajcarii opowiada Racewiczowi swoje wrażenia, o sytuacji Pawła i Ewy. Stopczyk przychodzi z wiadomością, że udało mu się zakupić sprzęt dla instytutu i swojej firmy po cenach fabrycznych i jednocześnie proponuje załatwienie problemu zapłaty w sposób, który wzbudza podejrzenia Racewicza o to, że Stopczyk chce naciągnąć Instytut. Monika podczas prac nad kolekcją mody opowiada Danucie o problemach małżeńskich Joanny. Duraj odwiedza Sucheckich, którym opowiada o swym pobycie u Ewy i Pawła w Szwajcarii. W czasie ich rozmowy do domu wraca Maciek, który jest niezmiernie zaskoczony obecnością jego wykładowcy u Sucheckich. Marek zaczyna regularnie odwiedzać Dorotę i robić dla niej zakupy; zaciekawia go wahadełko, którym posługuje się Dorota. Podczas rozmowy w kawiarni Adam wyznaje Danucie, iż jest mu zupełnie obojętne, czy Joanna wie o ich romansie. Do pani Marii dzwoni z Norwegii Elżbieta i opowiada o stanie zdrowia jej syna. Maciek jak zwykle spóźniony wpada na zajęcia i ze zdziwieniem stwierdza, że ćwiczenia prowadzi znowu dr Duraj. |                       |                          |                 |                                    |
| 86. | 31.10.1990            | Cienie przeszłości       | Paweł Karpiński | Paweł Karpiński, Wojciech Niżyński |
| Po zajęciach Maciek prosi Mariolę, aby wstawiła się za nim u Duraja, ta jednak radzi mu szczerą rozmowę z wykładowcą. Leon, Duraj i Marek narzekają na niskie i do tego niepewne pensje w Instytucie. Renata znajduje w rzeczach Igora różne stare przedmioty ze srebra. Po przyjściu ze szkoły Igora pyta go, skąd je ma. Przestrzega go przed kontaktami z Myszorkiem i grozi mu odesłaniem go do dziadków. Marta czyta Joannie list, jaki dostała od ojca, w którym pokrętnie tłumaczy swe postępowanie w Polsce i zaprasza ją na wakacje do USA. Marta prosi matkę o pozwolenie na zrobienie w domu imprezy urodzinowej bez obecności rodziców. Marek z oporami ulega prośbie ojca, aby pojechał na dworzec po matkę wracającą z sanatorium. Dorota goszcząc Sewera, przestrzega go przed jego niezdrowym trybem życia. Ich wspomnienia z lat działalności w podziemnej "Solidarności" przerywa przybycie Marka, który z powodu konieczności odebrania matki z dworca nie może zawieźć Doroty do lekarza. Sewer oferuje Dorocie swoją pomoc, czym wzbudza zazdrość Marka. Renata poszukuje Igora, który uciekł z domu. Od Edka dowiaduje się o biseksualnych skłonnościach Myszorka. Matka zauważa zmianę stosunku Marka do niej. Syn robi jej wyrzuty za udział w procesach politycznych po 13 grudnia 1981 roku. Marek odwiedzając Dorotę przyznaje się jej, że jest o nią zazdrosny. Opowiada jej o kłótni z matką. W mieszkaniu Renaty zjawia się ojciec Igora - Wiktor Świtonik. |                       |                          |                 |                                    |
| 87. | 07.11.1990            | Pozory mylą              | Paweł Karpiński | Paweł Karpiński, Wojciech Niżyński |
| Renata zjawia się u Myszorka, u którego znajduje Igora. Przekonuje chłopaka do powrotu do domu wiadomością o wizycie ojca. Leon "świętuje" rocznicę Rewolucji Październikowej. Dorota odwiedza kolegów w pracowni i swym wahadełkiem znajduje odpowiednie miejsce pracy dla pani Marii, która bardzo uskarża się na bóle głowy. Ojciec Igora odwiedza syna i Renatę. Stara się przekonać Igora, że nie może zamieszkać u niego. Renata pomaga im dojść do porozumienia. Po telefonie Davida do Krystyny Ola opowiada Jankowi o wizycie tego pana w ich domu, co doprowadza go do ataku zazdrości. Krystyna zjawia się na wezwanie w domu Mayerów, gdzie David, będąc wyraźnie pod wpływem alkoholu, próbuje uwieść ją. Krystyna wyrywa się i wybiega z jego domu. Renata po wyjściu gościa opowiada Igorowi o swoich trudnych kontaktach z ojcem i o swojej miłości do niego. Janek po powrocie Krystyny robi jej scenę zazdrości. Pani Maria niepokoi się brakiem wieści od synowej. Następnego dnia w biurze Mayer bardzo przeprasza Krystynę za swoje zachowanie. Krystyna oświadcza mu, że w tej sytuacji nie może u niego pracować. Marek zjawia się u Doroty u której zastaje półnagiego Sewera. Posądzając Dorotę o zdradę odchodzi wzburzony. |                       |                          |                 |                                    |
| 88. | 14.11.1990            | Zakochani                | Paweł Karpiński | Paweł Karpiński, Wojciech Niżyński |
| Marek unika telefonów od Doroty. Danuta zjawia się w biurze Mayera i prosi Krystynę o przekazanie mężowi wiadomości i jednocześnie sugeruje jej, że może ten wieczór spędzić z Davidem. Tymczsem Danuta uświadamia Krystynę, iż dostała ona tę pracę tylko ze względu na swoją urodę, a nie na kwalifikacje. Dorota chcąc skontaktować się z Markiem zjawia się w domu jego rodziców, gdzie spotyka się z jego matką. Pani prokurator zarzuca Dorocie zły wpływ na jej syna. Z kolei Dorota wypowiada swoje pretensje pod jej adresem. Pan Henryk opiekuje się matką Krystyny do czasu powrotu córki. Pani Janina znowu zaczyna odczuwać bóle. Marek po powrocie do domu dowiaduje się od matki o wizycie Doroty. Tym razem odpowiada na jej telefon i przyznaje, że jest o nią zazdrosny. Dorota wyjaśnia mu okoliczności pobytu u niej Sewera. Pan Tomasz podczas spotkania z Hellerem dopytuje się, co się znajduje w beczkach składowanych na jego terenie, a oznaczonych białym krzyżem. Nie uzyskawszy jasnej odpowiedzi, domaga się od swego rozmówcy usunięcia tych beczek. Marek rozmawia z ojcem o stosunku matki do Doroty i do jego związku z nią. Igor proponuje Renacie wspólne wypicie wina i dosyć wyraźnie zaleca się do niej. Renata zdecydowanie odmawia picia alkoholu. Joanna przemontowuje swój program o modzie i przypadkowo zauważa w reportażu kolegi utrwaloną przez kamerę scenę spotkania i namiętnego pocałunku jej męża z Danutą. Po powrocie do domu dowiaduje się od córki o służbowym wyjeździe Adama na kilka dni. |                       |                          |                 |                                    |
| 89. | 21.11.1990            | Poza domem               | Paweł Karpiński | Paweł Karpiński, Wojciech Niżyński |
| Po powrocie Adama do domu Joanna daje mu do zrozumienia, że wie o jego romansie z Danutą i żąda, aby do jej powrotu z pracy wyprowadził się z domu. Duraj informuje kolegów o poleceniu, jakie otrzymał. Ma dokonać analizę przydatności poszczególnych pracowników naukowych w związku z planowanymi zwolnieniami. Leon jest lekko podłamany. Dorota odwiedza kolegów w pracy i dowiaduje się od pani Marii o jej lepszym samopoczuciu po zmianie miejsca pracy i o planowanym przywiezieniu jej syna z Norwegii. Maciek próbuje nakłonić Duraja do dania mu szansy i ponownego przepytania z zeszłorocznego materiału. Duraj zgadza się i wyznacza mu termin. Bodzio dostarcza Maćkowi adres Myszorka i jednocześnie przestrzega go przed nim. Danuta spotyka się z Adamem. Proponuje mu, aby zamieszkał z nią na czas nieobecności Mayera w Polsce i daje mu klucze do domu. Adam idąc do domu Danuty spotyka jej męża. Racewicz, po nocy spędzonej w pracy, prosi Stopczyka o anulowanie umowy wynajmu jego mieszkania w związku ze zmianą jego sytuacji. Stopczyk proponuje Adamowi, aby korzystał z mieszkania wieczorami, gdy jego biuro jest już zamknięte. Syn pani Marii zostaje przywieziony z Norwegii i umieszczony w szpitalu w Warszawie. |                       |                          |                 |                                    |
| 90. | 28.11.1990            | Trup                     | Paweł Karpiński | Paweł Karpiński, Wojciech Niżyński |
| Syn pani Marii wyraża wobec niej swe niezadowolenie z obecności przy nim Elżbiety, czym bardzo zaskakuje matkę. Joanna dowiaduje się o bardzo krytycznej recenzji jej programu o modzie, ale jednocześnie okazuje się, że ten program miał bardzo wysokie notowania u publiczności. Pani Maria wyraża synowej swoje uznanie za jej pełną poświęcenia opiekę nad Andrzejem. Joanna spotyka w telewizji Krystynę, którą informuje o wyprowadzeniu się Adama i o tym, że jego kochanką jest Danuta. Zastanawia się nad ewentualnością rozwodu. Joannie swe niezbyt szczere uznanie za program o modzie wyraża Andrzej Jeliński. Pani Maria bardzo pozytywnie wyraża się do Leona o Elżbiecie. Marek przynosi do pracowni "przydziałowe" środki czystości dla pracowników zespołu. Piotrek i Marta dopytują się o ojca - Joanna zataja przed dziećmi wiadomość o wyprowadzeniu się Adama z domu. Adam jedząc śniadanie znowu ma nieszczęście spotkać się z panią Bożenką, która pracuje jako sekretarka w firmie Stopczyka. Joanna odwiedza Adama w pracy - chce z nim porozmawiać o problemie dzieci. Adam uważa, że należy im powiedzieć prawdę. Maciek przychodzi do domu Myszorka. Zaglądając do wnętrza przez okno, widzi gospodarza martwego. |                       |                          |                 |                                    |
| 91. | 05.11.1990            | Zatrzymany               | Paweł Karpiński | Paweł Karpiński, Wojciech Niżyński |
| Maciek bardzo impulsywnie reaguje na pytanie Bodzia, czy był u Myszorka. W prawdziwą panikę wprawia go przypadkowa obecność policjanta na wydziale. Myśli, że przyszedł go aresztować. Lekarz zdejmuje Dorocie aparat i zabrania jej obciążania świeżo zrośniętej nogi. Dorota podczas przekomarzania się z Markiem proponuje mu pół serio, aby zamieszkał u niej. Marek podchwytuje ten pomysł i postanawia jeszcze dziś wprowadzić się do niej. Dochodzi do scysji Joanny z Piotrkiem, który zataił przed nią uwagę w dzienniczku i informację o wywiadówce w szkole. Pani Borg-Siedlecka na wiadomość o wyprowadzeniu się Marka wyraża zdziwienie, że myśli on o trwałym związku z Dorotą. Marta podsłuchuje rozmowę telefoniczną Joanny, w której zwierza się ona przyjaciółce z tego, że Adam ma romans i że wyprowadził się z domu. Pani Anna robi wymówki Maćkowi za to, że nie wrócił na noc do domu. Gdy chłopak pakuje się, w domu Sucheckich zjawia się policja i aresztuje go jako podejrzanego o zabójstwo Myszorka. Marta widzi wychodzącą z mieszkania Adama panią Bożenkę, którą posądza o to, że jest jego kochanką. |                       |                          |                 |                                    |
| 92. | 12.12.1990            | Przesłuchanie            | Paweł Karpiński | Paweł Karpiński, Wojciech Niżyński |
| Trwa śledztwo policji w sprawie zamordowania prezesa Myszorka. Maciek jako główny podejrzany przebywa w areszcie i jest poddawany ciągłym przesłuchaniom. Jego zeznania wzbudzają wiele wątpliwości u oficerów śledczych. Zrozpaczona matka Maćka przebywa u Sucheckich, którzy starają się w miarę możliwości pomóc chłopakowi. Marek nie wyjawia Durajowi gdzie mieszka po wyprowadzeniu się od rodziców. Pan Henryk przywiózł pani Janinie zająca z polowania. Matka Krystyny chcąc się zrewanżować zaprasza go na święta, czym nie wzbudza entuzjazmu córki i zięcia. Marek spotyka się z matką zabierając z jej domu jeszcze kilka swoich drobiazgów. Pani Borg-Siedlecka jest wyraźnie rozdrażniona z powodu związku syna z Dorotą i jego oddalenia od rodziców. Marta zaczyna wspomagać Joannę w ukrywaniu przed Piotrkiem faktu wyprowadzenia się Adama z domu. Danuta odrzuca propozycję Adama spędzenia wspólnie świąt i sylwestra - wyjeżdża w tym czasie do Wiednia. Opiekę prawną nad Maćkiem przejmuje mecenas Szwarc, który nie robi pani Halinie zbytnich złudzeń co do możliwości szybkiego uwolnienia jej syna od zarzutu zamordowania Myszorka. Marta spotyka się z Adamem w jego kawalerce. Dochodzi między nimi do gwałtownej rozmowy. Marta uświadamia mu, że narastają problemy wychowawcze związane z Piotrkiem. W końcu zaprasza go na święta. |                       |                          |                 |                                    |
| 93. | 19.12.1990            | Powrót do domu           | Paweł Karpiński | Paweł Karpiński, Wojciech Niżyński |
| Pani Halinka na wieść o chorobie męża musi wracać do domu. Sucheccy zapewniają ją o swej pomocy dla Maćka. Rodzice Marka rozmawiają o jego związku z Dorotą. Pani Borg-Siedlecka wpada na pomysł zorganizowania uroczystej Wigilii, a ojciec Marka w tajemniczych słowach mówi żonie o swoich planach związanych z Markiem. Dorota planuje spędzenie świąt ze swoją rodziną. Marek zamierza zawieźć ją na miejsce. Adam robi awanturę Durajowi z powodu niewywiązania się pracowni w terminie z wykonania badań zleconych przez firmę zewnętrzną. Janek zastaje teściową z panem Henrykiem robiących świąteczny pasztet. Pani Janina i jej gość są speszeni tym faktem. Renata po powrocie jest mile zaskoczona faktem zrobienia przez Igora zakupów i porządków w domu. Joanna opowiada podczas spotkania w Klubie AA o swoich problemach małżeńskich. Zaprasza Renatę do swojego mieszkania. Adam zastaje w swojej kawalerce Stopczyka, panią Bożenkę, i Hellera w damskim towarzystwie urządzających sobie zabawę. Racewicz stara się wymówić od udziału w zabawie w tym towarzystwie. Renata podczas spotkania z Joanną przyznaje się jej, że pociąga ją Igor i chyba się zakochała w nim. Ich rozmowę przerywa telefon od Adama. Janek dowiaduje się od Krystyny, że jego teściowa jest bardzo przychylnie nastawiona do pana Henryka, który w związku z tym został zaproszony do nich na święta. Adam spotyka się z Joanną i idą razem na świąteczne zakupy. Razem też wracają do domu, czym zaskakują Martę. Maciek dowiaduje się od oficera śledczego, że został oczyszczony z podejrzenia udziału w morderstwie Myszorka. |                       |                          |                 |                                    |
| 94. | 26.12.1990            | Boże Narodzenie          | Paweł Karpiński | Paweł Karpiński, Wojciech Niżyński |
| Nadchodzą święta Bożego Narodzenia. We wszystkich domach trwają przygotowania, robi się zakupy, kupuje prezenty. Matka Marka odwiedza Dorotę, by wyperswadować jej związek z Markiem. Wizyta ma bardzo przykry charakter. Po wyjściu Siedleckiej zdenerwowana Dorota zaczyna chodzić bez kul. Racewicz wraca na święta do domu. Po rozstaniu z Danką dalsze mieszkanie w kawalerce nie ma sensu. Maciek po przeżyciach ostatnich dni wraca do domu rodzinnego. Żegnając się z Mariolą wyraża wątpliwość, czy powróci po świętach na uczelnię. Pani Anna odczytuje w gazecie artykuł omawiający okoliczności śmierci Myszorka. Pani Maria i Leon rozmawiają o tym, jak spędzą święta. Marek powiadamia matkę, że na święta wyjeżdża z Dorotą do jej rodziny, co doprowadza do wzburzenia panią Borg-Siedlecką. Adam zjawia się w pracowni i wszystkich przeprasza za awanturę, jaką kilka dni wcześniej urządził im i jednocześnie składa życzenia świąteczno-noworoczne byłym kolegom. Matka Marka zjawia się u Doroty i robi jej wymówki z powodu wyjazdu syna na święta do jej rodziny. Dochodzi do kłótni między paniami, w wyniku której Dorota wyprasza panią Borg-Siedlecką. W chwili wzburzenia Dorota zaczyna chodzić bez pomocy kuli. Do pracy Adama przychodzi Danuta. Kochankowie wręczają sobie prezenty gwiazdkowe i czule składają sobie życzenia świąteczne. Renata wysyła Igora do dziadków na święta. Marek po powrocie do domu zastaje podenerwowaną Dorotę, która opowiada mu o wizycie jego matki. Proponuje mu, aby jednak spędził święta ze swoimi rodzicami. Marek nie przystaje na tę propozycję. Uradowany tym, że Dorota zaczęła chodzić bez pomocy kuli, wręcza jej prezent w postaci pantofli na wysokim obcasie. Wigilia u Sucheckich. Pani Anna tęskni za wnuczkiem. - Durajowie z wizytą u Adama i Joanny; podczas rozmowy okazuje się, że pan Henryk jest sąsiadem Racewiczów. - Pani Janina z panem Henrykiem przy świątecznym stole; pani Janina proponuje, aby zaczęli sobie mówić po imieniu; aby uczcić ten fakt całują się. Pocałunek ten bynajmniej nie jest zdawkowy. |                       |                          |                 |                                    |
| 95. | 02.01.1991            | Wobec wyboru             | Paweł Karpiński | Paweł Karpiński, Wojciech Niżyński |
| Poranna krzątanina w domu Durajów po Sylwestrze. Pani Janina opowiada Krystynie jak spędziła noc noworoczną z panem Henrykiem i Oleńką. Renata mówi Igorowi o swoim niepokoju spowodowanym jego późnym powrotem z zabawy sylwestrowej. Marek, Duraj i Leon dzielą się wrażeniami ze świąt. Joanna odwiedza Krystynę. Przyjaciółki rozmawiają o sytuacji w małżeństwie Joanny, o związku matki Krystyny z panem Henrykiem. Adam spotyka się z Danutą w swojej kawalerce gdzie spędzają wspólnie noc. Joanna otrzymuje przekaz pieniężny od Grzegorza. Marta jest zdezorientowana i nie wie, czy Joanna pogodziła się już z Adamem - Joanna nie umie jej odpowiedzieć. Marek zostaje zaproszony przez ojca na spotkanie z zachodnim biznesmenem, który oferuje mu atrakcyjną pracę, która jednak będzie wymagała od niego dłuższego wyjazdu z Polski. Marek uważa tę propozycję za podstęp rodziców, którzy chcą w ten sposób oddzielić go od Doroty. Joanna robi Adamowi awanturę; żąda od niego zdecydowanego zadeklarowania, iż romans z Danutą jest zakończony. Gdy nie uzyskuje takiego zapewnienia, wyrzuca ponownie Adama z mieszkania. Dorota namawia Marka do przyjęcia propozycji pracy jaką złożył mu ojciec. Marek nie może się zdecydować ze względu na konieczność rozstania z Dorotą. Piotrek wracając do domu spotyka ojca z bagażami. Adam ukrywa prawdę przed synem mówiąc, że wyjeżdża w kolejną delegację. |                       |                          |                 |                                    |
| 96. | 09.01.1991            | Likwidacja               | Paweł Karpiński | Paweł Karpiński, Wojciech Niżyński |
| Pani Bożenka ku swemu zdziwieniu ponownie spotyka rano Racewicza w biurze-mieszkaniu. Leon protestuje przeciwko robieniu inwentaryzacji w godzinach pracy. Pan Tomasz odwiedza Renatę; prosi ją aby skontaktowała się z Ewą i aby ona sprawdziła w Szwajcarii wiarygodność firmy, która produkuje preparaty dla roślin sprowadzane do Polski przez firmę Hellera. Podczas zebrania kierownictwa Instytutu Racewicz przekazuje zebranym decyzję ministerstwa o likwidacji ich placówki naukowej. Pan Tomasz zjawia się w biurze Stopczyka i Hellera, rozmawia z nimi o beczkach, które składują na jego terenie. Pan Tomasz opowiada im o wypadku swojego pracownika, który najprawdopodobniej zatruł się oparami z jednej z tych beczek i domaga się zabrania ich z jego posesji. Duraj przekazuje kolegom z pracowni wiadomość o likwidacji instytutu. Do Igora przychodzi kolega, który usilnie prosi go, aby pomógł mu sprzedać pewne srebrne przedmioty, za które musi wyremontować rozbity samochód ojca. Marek po powrocie do domu przekazuje Dorocie wiadomości o likwidacji instytutu i zawale serca Mielcarka, który jest promotorem pracy doktorskiej Doroty. Igor jedzie z kolegą do Hotelu Bristol gdzie dowiaduje się od Edka o zamordowaniu Myszorka, któremu chciał sprzedać oferowane przez kolegę srebra. W czasie rozmowy Edek wyjawia mu, że przeszłość Renaty nie jest kryształowa. Dochodzi między nimi do bójki. |                       |                          |                 |                                    |
| 97. | 16.01.1991            | Zatrucie                 | Paweł Karpiński | Paweł Karpiński, Wojciech Niżyński |
| Pani Maria przynosi wiadomości z innych placówek instytutu o wzburzeniu ludzi groźbą utraty pracy. Dochodzi do zderzenia odmiennych filozofii życiowych pani Marii i Marka. Renata zjawia się w komisariacie policji i stara się wyciągnąć z aresztu Igora. Kłamie twierdząc, że srebra znalezione przy chłopaku pochodzą z ich mieszkania. Po wyjściu z komisariatu robi Igorowi wymówki za jego achowanie, ale jest miło zaskoczona, że do bójki między nim a Edkiem doszło z jej powodu. Stopczyk podczas spotkania z Racewiczem wyraża zaniepokojenie o los swojej spółki w obliczu likwidacji instytutu. Marek pomaga Dorocie przełamać strach przed chodzeniem bez kuli. Mayer jest bardzo opryskliwy wobec Krystyny, krytykuje ją pod byle pretekstem. Gdy Krystyna proponuje, że zwolni się David zmienia ton na bardziej pojednawczy. Krystyna stwierdza, że jego stosunek wobec niej zmienił się gdy przekonał się, że nie zostaną kochankami. Pan Tomasz nadzoruje załadunek beczek z niewiadomą substancją. Podczas załadunku jedna z beczek rozbija się i wylewa się z niej jakaś ciecz. Pani Anna przygotowuje się do wyjazdu do Szwajcarii do Ewy. Pan Tomasz dostaje w nocy silnego ataku duszności. Marek po namowach Doroty decyduje się przyjąć propozycje ojca, ale pod warunkiem, że Dorota przed jego wyjazdem wyjdzie za niego za mąż. Renata dowiaduje się, że jej ojciec jest w szpitalu. |                       |                          |                 |                                    |
| 98. | 23.01.1991            | Bez pracy                | Paweł Karpiński | Paweł Karpiński, Wojciech Niżyński |
| Renata odwiedza w szpitalu nieprzytomnego ojca. Stopczyk jest przesłuchiwany przez panią prokurator w związku z zatruciem, jakiemu ulegli pan Tomasz i jego pracownicy. Pani prokurator sugeruje, że substancja znajdująca się w beczkach przechowywanych na posesji pana Tomasza to wysoce toksyczne odpady, które firma Stopczyka sprowadziła do Polski dla zarobku. Pan Tomasz po odzyskaniu przytomności rozmawia z Renatą. Martwi się o swych pracowników, którzy również ulegli zatruciu, a także o swoją firmę. Renata zapewnia ojca, że wszystkim się zajęła. Dorota prezentuje się kolegom z pracowni bez kuli. Stopczyk żali się Racewiczowi na Hellera, który wpakował go w tarapaty w związku z wypadkiem pana Tomasza. Prosi Adama, aby w jakiś sposób potwierdził, że substancja znajdująca się w beczkach była badana przez instytut. Racewicz zdecydowanie odmawia. Krystyna przypadkowo podsłuchuje rozmowę Mayera z nieznajomą dziewczyną. Mayer proponuje, że zatrudni ją na miejsce Krystyny. Maria opowiada Dorocie o rekonwalescencji jej syna. Duraj informuje kolegów o pomyślnym przejściu testów przez ich lek - adoloran. Marek spotyka się z ojcem, który ku jego zaskoczeniu mówi mu, że jego propozycja pracy dla niego jest już nieaktualna. Mayer kłamliwie tłumaczy Krystynie, że musi ją zwolnić z pracy ze względu na spodziewaną likwidację biura agencji w Warszawie. Dorota na wieść o tym, że oferta pracy złożona przez ojca Marka jest już nieaktualna, kokieteryjnie wyraża żal z powodu także nieaktualności jego oferty matrymonialnej. Do Sucheckich przybywa Reiter - kuzyn Haniszów zamieszkały w Szwajcarii. Gość przekazuje im informacje o planowanym wyjeździe do USA Pawła i Ewy. Opowiada im o wnuku. Podczas wieczornej rozmowy Janka i Krystyny okazuje się, że oboje stoją w obliczu bezrobocia. |                       |                          |                 |                                    |
| 99. | 30.01.1991            | Rozczarowanie            | Paweł Karpiński | Paweł Karpiński, Wojciech Niżyński |
| Pracownicy Instytutu czują się zagrożeni. Instytut ma być rozwiązany. Leon śledzi ogłoszenia o pracy. Niestety wszędzie chcą młodych ludzi. Dorota i Marek też szukają pracy. Renata pojechała do domu ojca. Przypomina pracownicy o przygotowaniu rozsad. Dochodzi do sprzeczki z żoną ojca, która nie życzy sobie wtrącania do gospodarstwa. Renata mówi jej o stanie zdrowia ojca, pyta, czy go odwiedzi w szpitalu. Ta nie bardzo ma chęć. W końcu daje Renacie kompot dla męża. Joanna opowiada Krysi o romansie Adama z Danką. Krysia też jest rozgoryczona utratą pracy u Dawida. Nie chciała zostać jego kochanką. Adam rozmawia z profesorem Reiterem i otrzymuje ciekawą propozycję dla Instytutu. Znów są szanse na działalność. Adam nadal mieszka poza domem. Odwiedza go Danuta. Jest im razem dobrze, ale Danuta nie chce odejść od męża, tłumacząc Adamowi, że i on ma rodzinę. Pani Janina nadal przyjaźni się z panem Henrykiem. |                       |                          |                 |                                    |
| 100. | 06.02.1991            | Brylanty                 | Paweł Karpiński | Paweł Karpiński, Wojciech Niżyński |
| Sekretarka przypomina Adamowi plan dnia. Informuje go też o telefonie jakiejś kobiety. Adam oczekuje na telefon od Danuty. Telefonuje do niej, ale ta nie chce z nim rozmawiać. Zaintrygowana zachowaniem Danuty Monika wypytuje koleżankę o tajemniczą znajomość. Krysia zaobserwowała zmiany w matce, zaczyna ona myśleć o swoim wyglądzie, chce się podobać panu Henrykowi. Matka informuje córkę, że wybiera się z Henrykiem na imieniny. Adam wraca do swojej kawalerki zły. Wszystko go denerwuje. Takie zachowanie wpływa źle na panią Bożenkę, która z nerwów tłucze muszlę sedesową. Adam przychodzi do Durajów i prosi o adres hydraulika. Krysia wypytuje go o sytuację Instytutu. Rozlega się dzwonek i wchodzi Joanna. Adam nie chce zostać sam z żoną, idzie z Krysią do hydraulika. Heller i Stopczyk kłócą się pod drzwiami prokuratora. Mają zeznawać w sprawie beczek z odpadami poprodukcyjnymi. Renata rozmawia z Igorem o jego ojcu. W czasie rozmowy dochodzi do zbliżenia między nimi. Po całym zajściu Renata jest zestresowana, a Igor jest zadowolony. Odmieniona Joanna udaje się na zakupy. W sklepie z odzieżą spotyka Monikę. Podczas krótkiej rozmowy , Monika proponuje spotkanie przyjaciółek. Joanna mówi jej, że z Danką nie są już w dobrych stosunkach. Pan Kazio - hydraulik zmienia muszlę sedesową w kawalerce Adama. Po skończonej operacji odkręca tkwiący w starej muszli korek i obaj z Adamem widzą, że w otworze korka zostało coś ukryte. Po wyjęciu paczuszki okazuje się, że są w niej brylanty. |                       |                          |                 |                                    |
| 101. | 13.02.1991            | Nagroda                  | Paweł Karpiński | Paweł Karpiński, Wojciech Niżyński |
| Adam oddał brylanty policji. Oficer przesłuchuje go, sugerując jednocześnie, że wziął z paczki dwa kamienie. Janek wrócił z Oleńką z gór, opowiada żonie i teściowej o postępach małej w jeździe na nartach. Po wyjściu z mieszkania na klatce schodowej spotyka pana Kazia, który opowiada mu o brylantach. Renata przychodzi do biura Hellera i ostro przedstawia żądania ojca: beczki z odpadami mają być usunięte. Dorota ma kłopoty z pracą doktorską, zmienił się promotor i powstały nowe problemy. Adam udziela jej dobrych rad. Janek pyta Adama o aferę z brylantami. Igor wyjeżdża na zawody sportowe. Przed wyjazdem znów chce się zbliżyć do Renaty, lecz ta stanowczo odmawia. Danuta i Dawid rozmawiają na temat ich małżeństwa. Danka jest zła i podejrzewa Dawida o romans z Krysią. Dawid mówi jej o końcu współpracy z Durajową. Adam na posiedzeniu informuje pracowników o sytuacji Instytutu. Pod nieobecność Adama w domu Staszek znów namawia Piotrka do złego. Wracająca z miasta Renata zastaje pod drzwiami ojca Igora. Zaprasza go do mieszkania, oferuje gościnę. Świtonik od razu zaczyna podejrzewać syna o romans. Adam rozmawia z oficerem Kuleszą o brylantach. Sprawa wyjaśnia się. Mutar przyznał się do zabrania dwóch kamieni. Adam otrzymuje nagrodę za wzorową postawę. |                       |                          |                 |                                    |
| 102. | 20.02.1991            | Ojciec i syn             | Paweł Karpiński | Paweł Karpiński, Wojciech Niżyński |
| Janek odwiedził Adama w jego kawalerce. Oglądają dyplom Adama, który dostał od Policji. Janek zaczyna rozmowę o sytuacji osobistej Adama. Ponadto Adam mówi Jankowi o telefonie profesora Reitera. Renata gości ojca Igora. Ten dużo pije i zaczyna ją napastować. W tym momencie wchodzi Igor. Zaczyna podejrzewać Renatę o romans z ojcem. Do Adama ciągle dzwoni jakaś kobieta, lecz on unika rozmów, myśląc, że to Danka. Adam opowiada Jankowi o nowej szansie dla Instytutu, ma także dla nich zaproszenia od profesora Reitera na rozmowy do Szwajcarii w sprawie adoloranu. Krysia jest zdenerwowana utratą pracy. Nie chce rozmawiać o tym z matką. Pani Janina opowiada córce o swoich planach - chce wyjechać z panem Henrykiem do Ciechocinka. W biurze na Adama czeka inspektor Kulesza. Ma wiadomość. Mutar został zamordowany. Do Adama przychodzi Joanna. Rozmawiają o ich małżeństwie. Dochodzi do zgody. Ojciec Igora przyniósł nową butelkę wódki. Namawia syna do picia. Zaczyna się awantura o Renatę. Wtedy wchodzi Renata. Świtonik obrzuca ją inwektywami. Zdenerwowany Igor uderza go butelką w głowę. |                       |                          |                 |                                    |
| 103. | 27.02.1991            | Atak                     | Paweł Karpiński | Paweł Karpiński, Wojciech Niżyński |
| Igor odwozi ojca na Dworzec Centralny. Wyjeżdźa on do Szczecina, a następnie w daleki rejs. Świtonik prosi Igora, by zastanowił się nad swoją sytuacją osobistą. Igor przeprasza ojca za swoje zachowanie. Adam wraca do domu. Krysia załatwia bilety do Szwajcarii dla Adama i Janka. Przy tej okazji spotyka koleżankę, u której spędzała wakacje. Rozmawiają o małym synku Aśki i o ewentualnym powrocie Krysi do LOT-u. Do rozmawiających koleżanek podchodzi Werner. Cała trójka idzie na kawę. W Instytucie Dorota ma nowe zmartwienie. Marek jest chory, a przed nią piętrzą się problemy związane z pracą. Z pomocą przychodzi Leon. Dance udaje się dostać do gabinetu Adama. Namawia go na kontynuację znajomości. Adam chce zakończyć ten romans. Na pożegnanie Danuta daje mu zaproszenie na pokaz mody, który organizuje. Igor poznaje w kawiarni Martę. Odprowadza ją do domu i umawia się z nią na spotkanie. Widzi ich Joanna, która właśnie wraca do domu. Krysia i Janek rozważają możliwość powrotu Krysi do LOT-u. Pani Bożenka zostaje napadnięta przez nieznajomego mężczyznę. Na szczęście całe zajście widziała przez "judasza" sąsiadka i powiadomiła Policję. Adam i Janek wyjeżdżają do Szwajcarii. Na lotnisko odwozi ich Krysia. Po wyjściu Adama z domu, Joanna znajduje zaproszenie na pokaz mody. |                       |                          |                 |                                    |
| 104. | 06.03.1991            | Zaskakujące wyznanie     | Paweł Karpiński | Paweł Karpiński, Wojciech Niżyński |
| Adam rozmawia z inspektorem Kuleszą o aresztowaniu grupy przestępczej, która zamordowała Mutara. Opowiada też Adamowi o napadzie na panią Bożenkę. Monika wypytuje Dankę o romans. Ta mówi jej, że chce się zemścić na kochanku za porzucenie. W Instytucie Janek rozmawia z kolegami o ewentualnej produkcji adoloranu i pomocy Szwajcarów. Leon postanawia przejść na emeryturę. Janek daje mu list od Ewy i Pawła. Do Adama przychodzi Stopczyk. Rozmawiają o napaści na panią Bożenkę. Stopczyk rezygnuje z mieszkania Adama. Interesuje się także rozmowami ze Szwajcarami. Danka nalega na dalsze spotkania z Adamem. Ten w końcu zgadza się z nią spotkać. Podczas kiedy Danka szykuje się na spotkanie, przychodzi Dawid. Jest niezadowolony, że żona wychodzi. Marta i Igor spotykają się. Leon i Maria spacerują po parku i rozmawiają o emeryturze Leona. Marek zarezerwował termin ślubu na 1 kwietnia. Dorota nie jest z tego zadowolona. Rozmawiają też o zwyczajach związanych z zawarciem małżeństwa. Dorota chce, by Marek oświadczył się jej rodzicom. Adam informuje zespół o sukcesach adoloranu. Mają być nagrody. Marta szykuje się na spotkanie z Igorem. Matka jest trochę zaniepokojona tą znajomością. Pan Tomasz zabiera Renatę na zakupy. Po drodze widzą Igora z Martą. Adam i Danka spotykają się w kawiarni. Danka chce kontynuować ich romans, mówi mu o swoim zaangażowaniu. Adam stanowczo odmawia i wtedy ona wyznaje, że jest z nim w ciąży. |                       |                          |                 |                                    |
| 105. | 13.03.1991            | Znowu w kraju            | Paweł Karpiński | Paweł Karpiński, Wojciech Niżyński |
| Od ostatniej rozmowy z Danką Adam jest zdenerwowany. Czepia się z byle powodu. Dochodzi do ostrej scysji z Piotrkiem. Widzi to Joanna, pyta męża o powody zdenerwowania, ale on wściekły wypada z domu i dzwoni do Danki. Igor szykuje się do wyjścia. Renata wypytuje go o dziewczynę, z którą go widziała na mieście. Igor udziela wymijających odpowiedzi. Renata prosi go, by zapomniał o tym, co było między nimi. Adam przychodzi do Danki. Zaczynają rozmowę na temat dziecka. Dochodzi do sprzeczki i Adam raz jeszcze przekonuje się o egoiźmie Danki. Wychodzi od niej, nie zwracając na nic uwagi. Igor spotyka się z Martą. U Durajów uroczystość - imieniny Krysi. Trwa rozmowa na temat wyników badań Krysi i jej powrotu do pracy. Dorota i Marek przygotowują się do ślubu. Rozmawiają o zawiadomieniu rodziców Marka. Renata wybrała się z ojcem do kwiaciarni koleżanki. Pokazuje Tomaszowi sztuczne kwiaty i proponuje, by zajęli się ich sprowadzaniem do Polski. Tomasz nie może się zdecydować. Marek odwiedził rodziców i rozmawiają o ślubie. Ojciec pragnie poznać przyszłą synową. Marek zaprasza rodziców na herbatę. Marta wychodzi ze szkoły i widzi czekającego na nią ojca. |                       |                          |                 |                                    |
| 106. | 20.03.1991            | Pokaz mody               | Paweł Karpiński | Paweł Karpiński, Wojciech Niżyński |
| Marta prosi matkę, by zechciała spotkać się z jej ojcem - Grzegorzem. Adam umawia się z Danką - ma przyjść na pokaz mody. Anna wraca ze Szwajcarii. Opowiada Jerzemu o wnuczku i Ewie, rozdaje przywiezione prezenty. Leon rozmawia z Adamem o swojej decyzji przejścia na emeryturę. Początkowo Adam usiłuje odwieść go od tych planów, lecz w końcu ustępuje i obiecuje zatrudnić Leona jako konsultanta. Leon opowiada Marii o swojej rozmowie z Adamem, kiedy wchodzi Dorota i zaprasza wszystkich na kawę. Razem z Markiem informują kolegów o ślubie i rozdają zaproszenia. Renata i Tomasz wychodzą z hotelu, gdzie oglądali sztuczne kwiaty. Tomasz zgadza się na propozycję Renaty odnośnie poszerzenia działalności handlowej. Proponuje także Renacie, by zamieszkała razem z nim i jego żoną. Grzegorz Białek czeka na Martę w kawiarni. Spotyka tu Dankę. Rozmawiają o dawnych wspólnych interesach. Przychodzi Marta, rozmawiają o wyjeździe Marty do Stanów. Odbywa się pokaz mody kolekcji Danki. Przychodzi Grzegorz zaproszony przez Dankę i przypadkowo siada obok Renaty. Zaczynają rozmowę o dawnych czasach i długach Grzegorza. Marek i Dorota oczekują zaproszonych gości. Przychodzi sam ojciec Marka, tłumacząc matkę chorobą. W trakcie rozmowy obiecuje on Markowi pomoc w uzyskaniu mieszkania. Po pokazie mody odbywa się przyjęcie, na które przychodzi Adam. Chce rozmawiać z Danką, lecz ona chce przełożyć rozmowę. Adam się upiera. Mówi jej, że zdecydował się odejść od Joanny i związać się z Danką. Chce, by urodziła dziecko, którego oczekuje. Danka przyznaje się do kłamstwa. Adam nie wytrzymuje nerwowo i wymierza jej policzek na oczach wszystkich. Na ratunek żonie rzuca się Dawid. |                       |                          |                 |                                    |
| 107. | 27.03.1991            | Ślub                     | Paweł Karpiński | Paweł Karpiński, Wojciech Niżyński |
| Krystyna i Joanna rozmawiają o sytuacji na pokazie mody oraz o pracy Krysi. Grzegorz i Renata spędzili razem noc. Rano Grzegorz śpieszy się na spotkanie z Martą. Mają załatwiać wizę USA. W Instytucie koledzy wręczają Markowi i Dorocie prezent ślubny. W recepcji hotelu Grzegorz i Renata spotykają Martę z Igorem. Następuje prezentacja i Renata dowiaduje się, że Joanna była żoną Grzegorza. Na widok Igora też ma głupią minę. Marek i Dorota przygotowują się do ślubu. Rozmawiają o poglądach jej rodziców na wesele. Krysia robi badania lekarskie i okazuje się, że nie wszystko jest w porządku. W domu czeka na nią cała rodzina, ciekawa wyników. Nachmurzona Krysia nie chce nic powiedzieć. Grzegorz i Joanna spotykają się w kawiarni i rozmawiają o Marcie. Joanna zgadza się na wyjazd córki do Stanów. Grzegorz usiłuje nawiązać dobre stosunki z byłą żoną. Wieczorem między Jankiem i Krysią dochodzi do rozmowy i Krysia wyjawia mu, że badania wykazały, iż jest w ciąży. Janek jest bardzo szczęśliwy. Joanna opowiada Marcie o rozmowie z Grzegorzem. Marta sugeruje matce, by pogratulowała Adamowi otrzymanej nagrody za adoloran (cały zespół otrzymał nagrodę) Rodzice Marka spóźniają się na ślub. W końcu ceremonia odbywa się bez nich. Wracająca para młoda spostrzega wypadek samochodowy. Marek z przerażeniem stwierdza, że rozbite auto należy do jego rodziców. |                       |                          |                 |                                    |
| 108. | 03.04.1991            | Telefon z Zurichu        | Paweł Karpiński | Paweł Karpiński, Wojciech Niżyński |
| Rodzice Marka mieli wypadek samochodowy. Ojciec zginął na miejscu, matka w stanie ciężkim przebywa w szpitalu. W Instytucie wszyscy współczują Markowi. Krysia rozmawia z matką o swojej sytuacji. Grzegorz przychodzi do kwiaciarni Renaty. Planują wspólny wyjazd do Holandii po sztuczne kwiaty. W czasie ich rozmowy przychodzi Tomasz. Na widok Grzegorza wychodzi. Leon rozmawia z Marią o rodzinie jej syna, ich kłopotach mieszkaniowych i o cenach mieszkań. Na koniec Leon proponuje Marii małżeństwo. Maria początkowo myśli, że to żart, lecz w końcu zgadza się. Tomasz wraca do kwiaciarni i ostrzega Renatę przed Grzegorzem. Pani Janina i Henryk przyszli do Durajów po skończonych zakupach. Pan Henryk mówi Krysi, że matka źle się poczuła. Anna odbiera telefon. To Ewa. Zawiadamia o swoim przyjeździe z Mateuszem. Anna informuje o tym fakcie panią Władzię. Marek przychodzi do szpitala odwiedzić matkę. Tu dowiaduje się, że będzie ona znowu operowana. |                       |                          |                 |                                    |
| 109. | 10.04.1991            | Złe rokowania            | Paweł Karpiński | Paweł Karpiński, Wojciech Niżyński |
| Dorota spotyka się z życzliwością w pracy. Dziękuje wszystkim kolegom, że przyszli na pogrzeb ojca Marka. Rozmawiają o stanie zdrowia matki. Marek odwiedza matkę w szpitalu. Na jej pytanie o ojca nie umie skłamać. Anna z panią Władzią sprzątają pokój na przyjazd Ewy i Mateusza. Rozmawiają o specyficznym widzeniu świata przez Annę. Dzwoni telefon. Anna szybko zbiega po schodach i upada. Znowu narzeka. W Instytucie szykują się zmiany. Adam przynosi kolegom dobrą wiadomość. Otrzymali zgodę na kontrakt ze Szwajcarami. Są też dodatkowe pieniądze. Pani Janina podczas sprzątania mieszkania Krysi dostaje nagłego ataku bólu. Krysia robi zakupy. Chciała płacić i okazało się, że zapomniała pieniędzy. Wraca do domu i zastaje matkę w boleściach. Joanna i Marta rozmawiają o szkole i stopniach. Marta zaczyna wypytywać matkę o Renatę i Joanna niechcący opowiada córce o znajomości Renaty i Igora. Do Doroty i Marka przychodzi Marian. Rozmawiają o stanie matki i szoku spowodowanym wieścią o śmierci męża. Dochodzi też do rozmowy o zamianie mieszkania. Joanna postanawia porozmawiać z Renatą. Przychodzi do kwiaciarni i zaczyna rozmowę o Grzegorzu, potem o Igorze. Dowiaduje się, że obecną dziewczyną Igora jest Marta. Po powrocie do domu Joanna podejmuje temat Igora. Nie chce, by Marta się z nim spotykała. Mówi córce o romansie Igora z Renatą. Marta nie chce wierzyć i wybiega z domu zapłakana. |                       |                          |                 |                                    |
| 110. | 17.04.1991            | Przylot                  | Paweł Karpiński | Paweł Karpiński, Wojciech Niżyński |
| Igorowi, w końcu udaje się przekonać Martę, że jej podejrzenia, iż spał z Renatą nie są prawdziwe. Opowiada jej swoją wersję historii jego kontaktów z Renatą. Stopczyk składa Leonowi ofertę pracy w jego spółce, do której ten odnosi się dosyć sceptycznie. Do Durajów przychodzi z wizytą pan Henryk Ostoja-Ostojałowski, któremu towarzyszy Nina Przetakiewiczówna - kuzynka z Wileńszczyzny. Panna Nina dzieli się swymi wrażeniami z pobytu w Polsce; mówi o chęci podjęcia pracy. Marek z bratem po powrocie z wizyty u pośrednika nieruchomości opowiadają Dorocie o stanie zdrowia ich matki. Bracia rozmawiają o tym co zrobić z domem rodziców. Dorota oburza się, że w swych rozmowach nie biorą pod uwagę matki i jej zdania. Joanna przestrzega Martę przed kontaktami z Igorem. Racewicz gratuluje Jankowi tego, że zostanie niebawem po raz drugi ojcem. Rozmawiają o spodziewanym przylocie profesora Reitera w sprawie adoloranu. Na lotnisku Sucheccy i Racewicz witają Ewę, która przyleciała z Mateuszem i profesorem Reiterem. |                       |                          |                 |                                    |
| 111. | 24.04.1991            | Awantura                 | Paweł Karpiński | Paweł Karpiński, Wojciech Niżyński |
| Ewa z Mateuszem aklimatyzują się u Sucheckich. Pani Anna stara się dogodzić gościom - proponuje im różne potrawy, aby ich dożywić. Marek opowiada Durajowi o stanie zdrowia matki. W dniu imienin Wojtka Sucheccy wraz z Ewą i Mateuszem odwiedzają jego grób. Racewicz, któremu towarzyszy Duraj i przedstawiciel inisterstwa omawiają z prof.Reiterem zasady przyszłej współpracy instytutu ze szwajcarską firmą przy produkcji adoloranu. Stopczyk czekając na koniec narady u Racewicza, snuje przed panem Kazimierzem świetlaną przyszłość swojej spółki i instytutu w przypadku podpisania kontraktu ze Szwajcarami. Pan Kazimierz martwi się o przyszłość działu naukowego instytutu. Ewa odwiedza Renatę i rozmawiają o swoich planach życiowych. Joanna spotyka się z Grzegorzem Białkiem (swoim byłym mężem), z którym rozmawia o planowanym wyjeździe wakacyjnym Marty do USA, o jego interesach w Polsce. Grzegorz staje w obronie Igora, którego Joanna nie lubi. Piotrek, aby nie pójść do szkoły, udaje przeziębienie. Leon przypadkowo spotkawszy Adama, mówi mu o obawach pracowników przed zmianami. Narada u Racewicza kierownictwa instytutu kończy się gwałtownym wybuchem pana Kazmierza, który oponuje przed planowanym przekształceniem instytutu w placówkę produkcyjną. Zarzuca dyrektorowi prowadzenie niejasnych interesów ze spółką Stopczyka. |                       |                          |                 |                                    |
| 112. | 01.05.1991            | Emerytura                | Paweł Karpiński | Paweł Karpiński, Wojciech Niżyński |
| Racewicz i Duraj rozmawiają o wystąpieniu Kazimierza Piętaka podczas narady kierownictwa instytutu. Racewicz robi Stopczykowi awanturę za jego rozmowę w sekretariacie z panem Kazimierzem, któremu naopowiadał głupot. W trakcie tej awantury Adam zostaje wezwany do szkoły syna. Krystyna podczas rozmowy z przyjaciółką Asią wpada na pomysł założenia agencji zajmującej się wyszukiwaniem opiekunek dla osób starszych lub dzieci. Racewicz rozmawia z wychowawczynią Piotrka, która uświadamia mu, jak bardzo na niekorzyść zmienił się jego syn zarówno jeśli idzie o oceny, jak i zachowanie. Adam stara się, choć częściowo wytłumaczyć syna krytycznie analizując kondycję zawodu nauczycielskiego i szkoły co nie znajduje zrozumienia u nauczycielki Piotrka. Przygotowania do komunii Oleńki. Pani Janina stwierdza, że kupi wnuczce nową sukienkę wbrew woli córki. Przyjaciele z pracowni zaproszeni przez Leona do jego mieszkania odkrywają wielką pasję ich kolegi, jaką są stare zegary. Adam wzburzony po tym co usłyszał w szkole, wraca do domu i robi synowi awanturę. Grzegorz po miłosnych uniesieniach wypytuje Renatę o jej związek z Igorem. Rozmawiają o ich wspólnym wyjeździe do USA. Ewa odwiedza kolegów z laboratorium. Podczas powitania Dorota zachowuje się wobec niej dosyć chłodno. Wszyscy w pracowni są zaskoczeni tym, że Ewa i Dorota znały się przed laty. |                       |                          |                 |                                    |
| 113. | 08.05.1991            | Niedobre wspomnienia     | Paweł Karpiński | Paweł Karpiński, Wojciech Niżyński |
| Po usilnych zabiegach Ewy Dorota spotyka się z nią, aby wyjaśnić nieporozumienie sprzed lat, które je skłóciło. Plotki o niegospodarności i realizowaniu prywatnych interesów kosztem majątku instytutu kierowanego przez Racewicza docierają do ministerstwa. Przedstawiciel resortu stara się wyjaśnić sprawę na miejscu. Krystynę i jej matkę niespodziewanie odwiedzają pan Henryk i jego kuzynka Nina. Krystyna robi pewne nadzieje Ninie na załatwienie pracy w związku z planowanym uruchomieniem przez nią agencji zajmującej się organizowaniem opieki dla dzieci i osób starszych. Marta już się cieszy na wakacyjny wyjazd do USA. Igor, niestety, nie podziela jej entuzjazmu. Pani Maria opowiada Leonowi podczas spaceru w Łazienkach o stanie zdrowia jej syna. Mariusz, brat Marka, snuje plany sprzedaży domu rodziców i jednocześnie broni się przed wzięciem matki pod swoją opiekę po jej wyjściu ze szpitala. Dorota oburza się na taką postawę i podejmuje decyzję wzięcia teściowej do siebie. Adam sprawdza wiedzę syna z zakresu historii i jest zbulwersowany skalą niewiedzy. Joanna próbuje usprawiedliwić Piotrka przeżyciami ostatnich miesięcy, gdy ich małżeństwo nie układało się. Ewa będąc z wizytą u Durajów opowiada Jankowi o przyczynach niechęci Doroty do niej. Okazuje się, że Dorota obwinia ją o śmierć ich wspólnej przyjaciółki. Odwiedzając matkę w szpitalu, Marek mówi jej o planowanym zamieszkaniu jej u niego i Doroty. Dorota podczas tej wizyty zwraca się do teściowej "mamo". |                       |                          |                 |                                    |
| 114. | 15.05.1991            | Porwanie                 | Paweł Karpiński | Paweł Karpiński, Wojciech Niżyński |
| Marek z bratem przywożą matkę do mieszkania Doroty. Pani Borg-Siedlecka ciągle milczy i nie odzywa się do nikogo. Duraj oferuje Markowi swoją pomoc w znalezieniu opiekunki do jego matki. Renata przychodzi do domu Sucheckich w odwiedziny do Ewy i Mateusza. Pani Anna z nie ukrywanym chłodem przyjmuje Renatę pod nieobecność Ewy, która nie zdążyła jeszcze wrócić od Leona. Dorota z dużym zaangażowaniem stara się pomóc teściowej, lecz matka Marka ciągle jest zamknięta w sobie i nie odzywa się do nikogo. Racewicz krytykuje docenta Jaskułę za jego nielojalność i rozgłaszanie plotek o prywacie stosowanej przez Adama w instytucie. Adam spotkawszy Stopczyka zarzuca jego firmie niedotrzymywanie warunków umowy z instytutem. Dochodzi między nimi do kłótni. Będąc na spacerze z Mateuszem, Ewa wchodzi na chwilę do sklepu, zostawiając wózek z dzieckiem na dworze. Gdy po chwili wychodzi z zakupami, dziecka już nie ma. |                       |                          |                 |                                    |
| 115. | 22.05.1991            | Apel                     | Paweł Karpiński | Paweł Karpiński, Wojciech Niżyński |
| Ewa posądza o porwanie jej dziecka narkomankę, która kilka dni wcześniej zaczepiła ją podczas spaceru z Mateuszem. Przedstawia jej rysopis policjantom jako domniemanej porywaczki. Policjanci natomiast sugerują, że porwania mogła także dokonać Renata, która, jak się okazuje, była już kiedyś oskarżona o taki czyn. Policja prowadzi szeroko zakrojone śledztwo w sprawie porwania Mateusza. Matką Marka zaczyna się opiekować Nina, polecona Markowi przez Duraja. Pani Borg-Siedlecka, mając co prawda problemy z mówieniem, rozmawia z Niną, chcąc jak najwięcej wiedzieć o swej opiekunce. Prof. Reiter wstrząśnięty porwaniem małego Mateusza proponuje ustanowienie nagrody za wskazanie miejsca pobytu chłopca i deklaruje 5 tysięcy dolarów jako swój wkład. Policjanci przesłuchują Renatę jako podejrzaną, lecz nie aresztują jej. Marek i Dorota są bardzo zdziwieni relacją Niny z jej rozmów z panią Borg-Siedlecką. Duraj prosi Joannę, aby przez swoje kontakty w TVP załatwiła Ewie wystąpienie w "Kurierze Warszawskim" z apelem do porywaczy jej dziecka. Renata łączy się z siostrą w bólu. Joanna prosi Dorotę Szpetkowską o umożliwienie Ewie wystąpienia przed kamerami. Policjanci zatrzymują podejrzaną narkomankę, która jednak okazuje się być niewinna. Ewa występuje w telewizji z rozpaczliwym apelem do porywaczy. |                       |                          |                 |                                    |
| 116. | 29.05.1991            | Identyfikacja            | Paweł Karpiński | Paweł Karpiński, Wojciech Niżyński |
| Prowadzący śledztwo nie są zadowoleni z wystąpienia Ewy w telewizji. Stopczyk narzeka na Racewicza. Stara się nakłonić Duraja, aby ten wysondował, czy może Adam chce jakąś gratyfikację od jego spółki. Stopczyk wydaje się być bardzo zainteresowany spełnieniem takich oczekiwań. Krystyna i Aśka przeprowadzają rekrutację do ich spółki potencjalnych opiekunek do dzieci i ludzi starszych. Dorota po powrocie z pracy próbuje bezskutecznie nawiązać kontakt z teściową. Leon zmusza do gry w szachy swego przyjaciela - Czesława. Pani Anna ciężko przeżywa porwanie Mateusza i oczekuje najgorszego. Suchecki z Ewą jadą do kostnicy zidentyfikować zwłoki dziecka odpowiadające rysopisowi Mateusza. Podczas tej identyfikacji Ewa mdleje. |                       |                          |                 |                                    |
| 117. | 05.06.1991            | Łzy matki                | Paweł Karpiński | Paweł Karpiński, Wojciech Niżyński |
| Duraj opowiada kolegom przebieg identyfikacji, w której uczestniczyła Ewa. Okazuje się, że zamordowany chłopczyk nie był jej synem. Prowadzący śledztwo jadą w okolice Siedlec, skąd dostali sygnał o nieznanym dziecku, które pojawiło się w pewnej wsi. Podczas przesłuchiwania matki kobiety, która była widziana z dzieckiem, orientują się, że natrafili na właściwy trop. Przekonują ją do współpracy i po krótkim pościgu odbierają porywaczce dziecko. Leon stara się pocieszyć zrozpaczoną Ewę. Pani Borg-Siedlecka nadal bardzo dobrze odnosi się do swej opiekunki Niny, ignorując jednocześnie syna i synową. Marek uświadamia matkę, że Marian bynajmniej nie chciał zaopiekować się nią. Ola przejęta poleceniami wyniesionymi z lekcji religii chce koniecznie udekorować wszystkie okna wizerunkami papieża przed zbliżającą się jego wizytą. Takie religijne zaangażowanie córki nie znajduje zrozumienia u Janka. Krystyna pokazuje mu wyniki badań matki, które choć niezbyt dobre nie wskazują też na najgorsze. Pani Władzia, uważając, że tylko modlitwa może ukoić zbolałą Ewę, zaprasza ją na mszę, którą odprawiać będzie papież. W tym momencie w domu Sucheckich zjawiają się policjanci z radosną nowiną o odnalezieniu Mateusza. Ewa jedzie z nimi do szpitala gdzie chłopiec został umieszczony na obserwacji. |                       |                          |                 |                                    |
| 118. | 12.06.1991            | Męska decyzja            | Paweł Karpiński | Paweł Karpiński, Wojciech Niżyński |
| Janek opowiada pani Marii o okolicznościach odnalezienia syna Ewy. Pani Anna rozczula się nad swoim wnukiem. U pani Marii w pracy zjawiają się syn z synową podekscytowani planem zamiany mieszkań ich i matki na jedno większe. Racewicz przedstawia kierownictwu instytutu raport po kontroli przeprowadzonej przez ministerstwo, która wypadła bardzo pomyślnie dla niego. Wytyka docentowi Jaskule jego nielojalność i zarzuca mu rozgłaszanie oszczerczych oskarżeń pod jego adresem. Marta rezygnuje z pójścia na prywatkę z Igorem ze względu na umówione spotkanie z ojcem. Racewicz robi awanturę synowi z powodu jego ocen z historii. Nina znowu poszukuje pracy w związku z wyjazdem pani Borg-Siedleckiej do sanatorium. Aśka po rekomendacji Krystyny proponuje jej zaopiekowanie się starszymi osobami, których krewni mieszkaja w Kanadzie. Stopczyk spotkawszy na korytarzu instytutu docenta Jaskułę, złorzeczy na Racewicza, w czym wtóruje mu jego rozmówca. Pani Anna jest zaskoczona planowanym wyjazdem Ewy i Mateusza do USA. Grzegorz podczas spotkania z córką snuje przed nią wspaniałe plany spędzania czasu podczas jej pobytu w Stanach. Leon w staromodnym stylu oświadcza się pani Marii i tym razem jego oświadczyny zostają przyjęte. |                       |                          |                 |                                    |
| 119. | 19.06.1991            | Bójka                    | Paweł Karpiński | Paweł Karpiński, Wojciech Niżyński |
| Pan Czesław nieoczekiwanie, ku swemu wielkiemu zaskoczeniu, wygrywa z Leonem w szachy. Leon prosi pana Czesława, aby był świadkiem na jego ślubie. Pan Tomasz przekonuje w końcu Renatę, aby nieco przełożyła swój wyjazd do Stanów. Ta decyzja nie przypada do gustu Grzegorzowi. Pani Maria i Leon powiadamiają jej syna i synową o tym, że się pobierają. Podczas odwiedzin matki w sanatorium Marian odmawia jej prośbie, aby zabrał ją do siebie. Piotrek w końcu zalicza historię, z której groziła mu ocena niedostateczna na koniec roku szkolnego. Podczas spaceru z Mateuszem pani Anna mówi mężowi o swych złych przeczuciach co do tego, czy zobaczy jeszcze wnuka. Ostatnio czuje się coraz gorzej. W parku na Igora i Martę napada grupa pijanych chuliganów, która dotkliwie ich bije. Jeden z napastników chce zgwałcić dziewczynę, lecz na szczęście ich krzyki alarmują przechodzący niedaleko patrol wojskowy, który przychodzi im z pomocą. Krystyna i Janek przekomarzają się, jakiej płci będzie ich przyszłe dziecko. Późnym wieczorem pobici Marta i Igor docierają do mieszkania Racewiczów. |                       |                          |                 |                                    |
| 120. | 26.06.1991            | Pożegnanie               | Paweł Karpiński | Paweł Karpiński, Wojciech Niżyński |
| Joanna opowiada Krystynie o przygodzie w parku Marty. Z niepokojem mówi o wzrastającej fali przestępczości. Jednocześnie stwierdza, że Igor zachował się bardzo odpowiedzialnie i po męsku stając w obronie jej córki. Racewicz stwierdza, że konieczny będzie wyjazd Duraja do Szwajcarii w związku z planowaną produkcją adoloranu. Marek dostaje wiadomość o próbie samobójstwa podjętej przez jego matkę. Suchecki dzieli się z Ewą swoimi obawami o zdrowie pani Anny. Dorota opowiada Sewerowi, który odwiedza ją towarzysko, o swoich problemach z teściową. Adam i Joanna wspólnie dochodzą do wniosku, że fałszywie oceniali Igora. Marta przez chwilę przeżywa ponownie zawód z powodu ojca. Cały problem wynikł ze złego funkcjonowania polskich telefonów, przez co Marta myślała, że ojciec znowu odwołał ich wyjazd do Stanów. Grzegorz osobiście wyjaśnia córce nieporozumienie. Stopczyk zrozpaczony wpada do Adama z wiadomością, że Heller ogołocił z pieniędzy konto ich spółki i uciekł za granicę. Po wyjściu Stopczyka zjawiają się u Racewicza funkcjonariusze Urzędu Ochrony Państwa. Podczas przygotowań Leona do ślubu w jego mieszkaniu zjawia się nieznajomy młody mężczyzna, który podaje się za syna jego znajomej sprzed lat obecnie mieszkającej w Australii. Leon wydaje się być bardzo poruszony tym spotkaniem. Leon i pani Maria biorą ślub w Pałacu Ślubów, na którym są obecni wszyscy ich przyjaciele. Ewa z Mateuszem wyjeżdża do Stanów Zjednoczonych. |                       |                          |                 |                                    |